# Estado de sítio no Brasil (1922–1927)

Área de abrangência do estado de sítio, com a data da primeira promulgação em cada estado

Um estado de sítio vigorou no Brasil em grande parte do período de 1922–1927, compreendendo o final do governo do presidente Epitácio Pessoa, a maior parte do governo de Artur Bernardes (1922–1926) e o início do governo de Washington Luís. O instrumento foi decretado após a Revolta dos 18 do Forte, em 5 de julho de 1922, e permaneceu em vigor em várias regiões do território nacional até o final das revoltas tenentistas subsequentes, em fevereiro de 1927, com a exceção dos primeiros meses de 1924. No seu auge em 1925, ele vigorava no Distrito Federal e dez estados. Embora tenha permitido à elite política da Primeira República defender-se com medidas autoritárias num momento de crise, a tranquilidade aparente após sua suspensão culminou na Revolução de 1930.
O primeiro decreto abrangia o Distrito Federal e o estado do Rio de Janeiro e foi prorrogado até o final de 1923, servindo às prisões pós-revolta de militares, jornalistas, políticos e sindicalistas e à intervenção federal contra os políticos oposicionistas aliados a Nilo Peçanha, concorrente de Bernardes na eleição de 1922. Em março de 1924 o estado de sítio na Bahia encerrou outro foco oposicionista. Em julho, diante da Revolta Paulista, a medida foi retomada no Distrito Federal, Rio de Janeiro e São Paulo, sendo prorrogada e estendida a outros estados à medida que as revoltas se alastraram pelo país. A reação do governo atingiu também outros oponentes, como os anarquistas e comunistas.
A administração de Bernardes insistia que os cidadãos obedientes à lei não seriam prejudicados e a violência dos dissidentes não deixava alternativa às medidas repressivas. Na capital, elas foram conduzidas pelas autoridades militares e pelo marechal Carneiro da Fontoura, Chefe de Polícia do Distrito Federal, que tinha subordinado um órgão com funções de polícia política, a 4.ª Delegacia Auxiliar. O estado de São Paulo criou seu equivalente, o DOPS, em 1924. Para desmantelar as conspirações militares, a polícia espionava suspeitos, caçava revoltosos na clandestinidade e apreendia armas e bombas, enquanto o Ministério das Relações Exteriores monitorava comunidades de revoltosos no exílio.
Detenções em massa sem inquérito ou culpa formada lotavam os cárceres, navios-prisão e ilhas da baía de Guanabara. Prisioneiros políticos partilharam as celas com criminosos comuns e indivíduos sem nenhum antecedente criminal ou atividade política. Deputados federais e testemunhas denunciaram condições insalubres e tortura nesses estabelecimentos. No mais remoto, a colônia penal de Clevelândia, centenas de prisioneiros morreram por doenças, o que só viria a público após o final do governo Bernardes, pois a imprensa estava sob censura. Para o tenentismo, as prisões solidificaram um núcleo de revoltosos profissionais, enquanto o anarquismo viveu o início de seu declínio em meio ao fechamento de sindicatos e detenção de militantes.

## Contexto

### Estado de sítio na Primeira República
Conforme a Constituição de 1891, que vigorou na Primeira República Brasileira até 1930, o estado de sítio poderia ser declarado pelo Congresso Nacional "na emergência de agressão por forças estrangeiras ou de comoção interna". Na ausência do Congresso, o Presidente da República poderia fazer a declaração nos casos de "agressão estrangeira ou grave comoção intestina", mas teria que prestar contas ao Congresso, que poderia aprovar ou suspender a declaração. Portanto, a autoridade do Executivo era menor do que a do Legislativo na questão. Na prática, a iniciativa partiu quase sempre do Executivo.
O estado de sítio declarado pelo Congresso suspendia as garantias constitucionais em tempo e lugar determinado, e o declarado pelo Presidente limitava-se às "medidas de repressão contra as pessoas", isto é, "a detenção em lugar não destinado aos réus de crimes comuns" e o "desterro a outros sítios do território nacional". As autoridades seriam responsáveis por quaisquer abusos cometidos. O texto constitucional não se aprofundava mais do que isto, mas não houve lei ordinária que regulamentasse o instrumento. Assim, a suspensão das garantias constitucionais esteve aberta a interpretações mais ou menos restritivas aos direitos individuais.
A interpretação conservadora predominante no Supremo Tribunal Federal (STF) e no Congresso a partir da virada do século era do estado de sítio como "intermédio entre o de guerra e o de plena paz", na definição do presidente Campos Sales (1898–1902). Segundo ele, o recurso, "restringindo a liberdade individual por momentos, com medidas de caráter efêmero, assegura e garante os interesses permanentes da Nação". Ele seria preventivo e não meramente repressivo, podendo ser empregado por qualquer governo que se sentisse ameaçado de derrubada. Não se tratava de lei marcial, passagem do poder a autoridades militares ou suspensão completa da Constituição, mas havia margem para excessos.
No período de 1889 a 1930, estado de sítio foi aplicado onze vezes no Brasil, por um total de 2 365 dias, conforme levantamento do Senado Federal. No somatório, foram mais de seis anos, ou cerca de 15% do período. O instrumento era tipicamente empregado na capital. O primeiro presidente, Deodoro da Fonseca, decretou um estado de sítio preventivo e fechou o Congresso. Seu sucessor, Floriano Peixoto, usou o instituto para deter e desterrar dezenas de políticos (incluindo deputados e senadores) e jornalistas de oposição. Após a Revolta da Vacina de 1904, o estado de sítio fundamentou o desterro de centenas de presos ao norte do país. De 1910 em diante, o estado de sítio e a intervenção federal tornaram-se instrumentos rotineiros de governo.

### Dissidentes nos anos 20

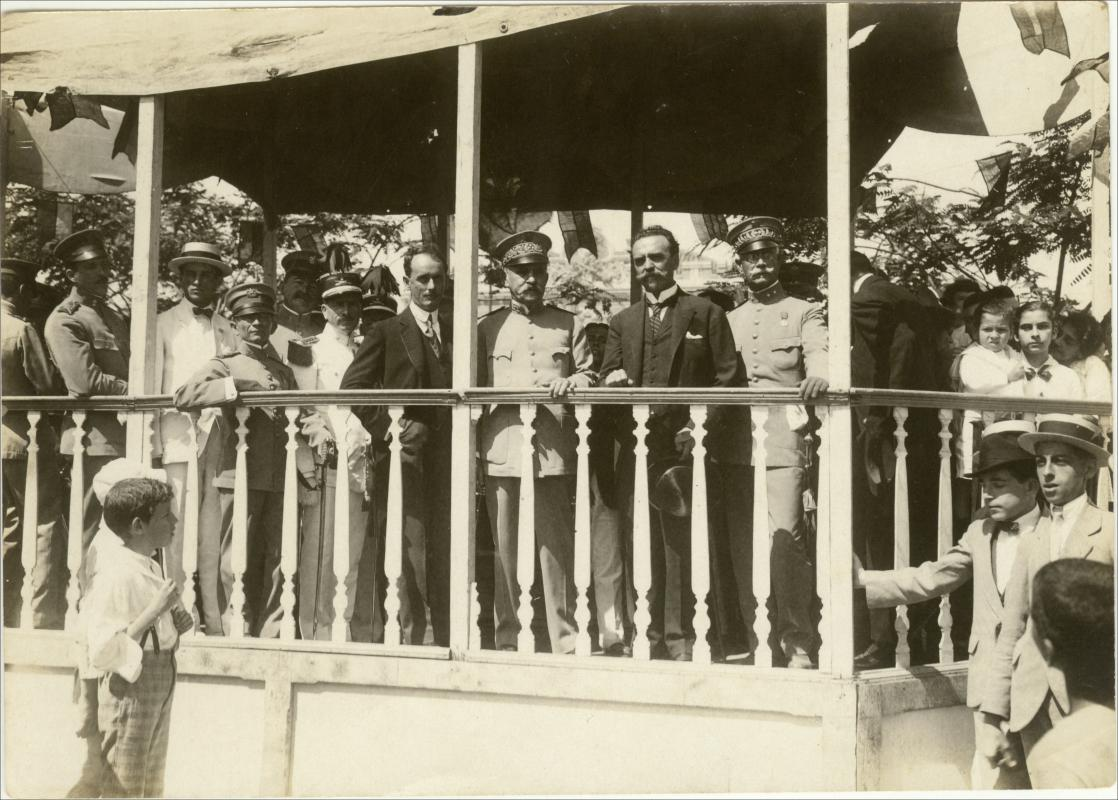
Nilo Peçanha (segundo da direita para a esquerda) com correligionários militares na campanha eleitoral de 1921–1922

A República nas suas primeiras décadas tipicamente enfrentava dissidência em partes da intelectualidade, operariado (entre eles anarquistas e comunistas) e Forças Armadas. Suas demandas podiam incluir reformas sociais, o cumprimento da Constituição, o fim da corrupção e do clientelismo e a moralização da administração pública. As demandas operárias focavam nas condições de vida e trabalho.
Na década de 1920 os dissidentes estavam em confronto aberto com o Estado, especialmente no governo de Artur Bernardes (1922–1926). O quadriênio foi marcado pela grave crise social, a exceção da ordem jurídica, a reorganização do direito brasileiro e das relações entre o Estado e o indivíduo. O clima era de ampla insatisfação popular. A desvalorização do câmbio, uma política de compensação à queda nas exportações de café, havia dobrado a inflação em 1921–1923. Na crônica Estado de Sítio (1922), de escritor Lima Barreto, dois moradores de um subúrbio do Rio de Janeiro concordam "que todas as revoluções só servem para prestigiar os governos". Um deles se queixa de não ter sido preso, pois se fosse, poderia adiar o pagamento de suas dívidas e desculpar-se com seus credores. Do ponto de vista do autor, a carestia diária era uma preocupação mais imediata aos pobres do que a violência política.
Bernardes saía de uma campanha violenta, na qual foi alvo de ataques pessoais. Só Hermes da Fonseca, em 1910, foi mais ridicularizado. Ao tomar posse no Palácio do Catete, encontrava-se amargurado e cercado de ameaças. Lembrando das vaias e ataques recebidas pela sua comitiva quando chegou à campanha no Rio, não apareceu mais em público. A sucessão presidencial deixou o país dividido entre vencedores e vencidos, e o novo governante preferiu reprimir a conciliar. No discurso de posse, deixou claro que não permitiria uma alteração do regime político de fora para dentro. Em manifesto publicado em novembro de 1924, prometeu defender "até o último alento da minha vida o prestígio da autoridade que me foi entregue", lembrando que foi "eleito pela vontade do povo".

#### Militares e políticos

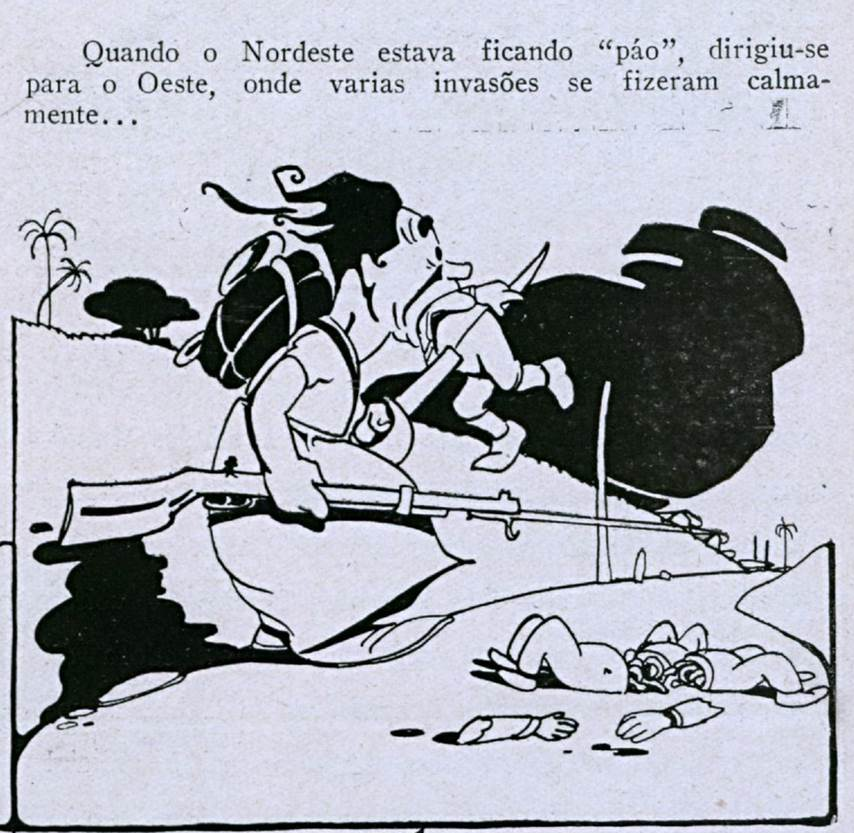
No discurso antitenentista, o avanço dos rebeldes pelo interior era um rastro de violência e destruição (revista O Malho)

Bernardes foi eleito num dos poucos pleitos acirrados do período. A campanha de seu concorrente, a Reação Republicana de Nilo Peçanha, conseguiu aproveitar o sentimento das camadas urbanas de que estavam excluídas do sistema político, embora o nilismo não se distinguisse de outras oligarquias nas suas práticas políticas no interior. O controle do processo eleitoral pelo situacionismo rendeu a vitória a Bernardes, um representante das oligarquias dominantes do Partido Republicano Paulista e Partido Republicano Mineiro. Vários políticos da Reação Republicana mantinham contato com os conspiradores tenentistas no Exército, acreditando que os militares ainda poderiam atingir seus ideais. A Reação já estava desarticulada quando Bernardes assumiu, e o novo presidente conseguiu firmar sua base de apoio no Legislativo e Judiciário, ampliar os dispositivos legais à sua disposição e impor a autoridade federal nos estados da Reação Republicana (Rio de Janeiro, Pernambuco, Rio Grande do Sul e Bahia).
Os tenentistas eram os dissidentes mais ativos: consideravam-se um movimento revolucionário para derrubar o regime, manejavam armamentos pesados e tinham simpatias na elite civil. Uma linha influente na historiografia interpreta-os como representantes das classes médias urbanas contra a hegemonia política das oligarquias cafeeiras. Eles tentaram impedir a posse de Bernardes com a Revolta dos 18 do Forte, em julho de 1922, e iniciaram uma onda de revoltas em todo o país, começando por São Paulo, em julho de 1924, e seguidas da guerra de movimento da Coluna Prestes até 1927. Além de todas as conspirações que se materializaram em revoltas, muitas outras não tiveram sucesso.
O número de mortes, a contestação dos tenentistas à soberania do governo brasileiro e sua pretensão a representar toda a nação dão a este conflito características de uma guerra civil. Segundo Bernardes, as causas reais dos "movimentos subversivos" tenentistas eram "a ambição desregrada do poder e a posse do Tesouro Público, como resulta dos processos de saque e roubo, de par com o emprego de mercenários estrangeiros", como ele chamava os batalhões estrangeiros da revolta em São Paulo. Isidoro Dias Lopes, líder da revolta, resumiu a descrição dada pelo governo aos seus companheiros: "soldados indisciplinados", "saqueadores, incendiários e violadores". A propaganda governista tachava os rebeldes de bandidos e jagunços. Estes, por sua vez, diziam estar libertando a nação do despotismo presidencial.

#### Operários e anarquistas

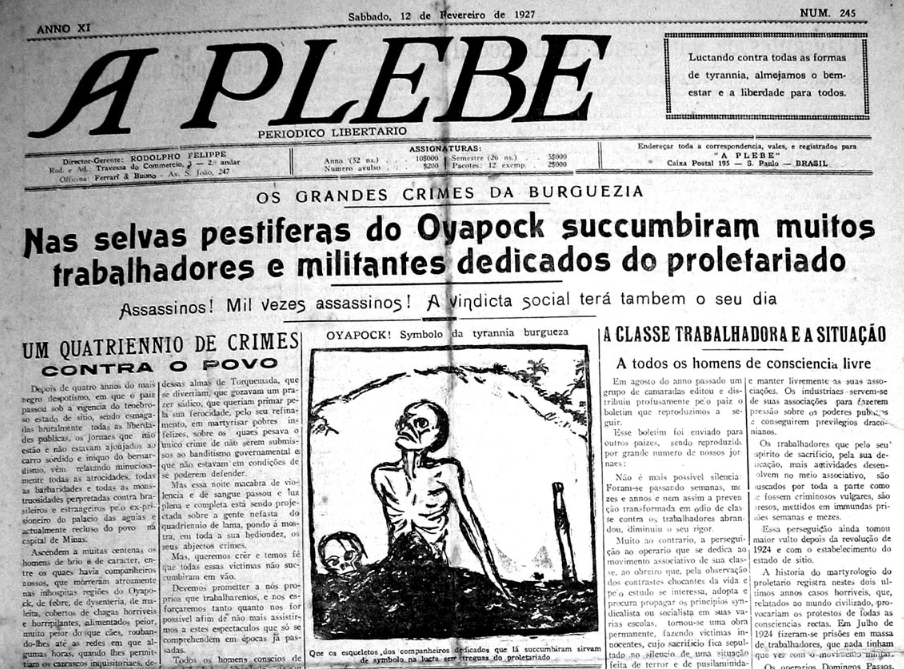
Edição de 12 de fevereiro de 1927 do jornal anarquista A Plebe, denunciando "os grandes crimes da burguesia"

Enquanto isso, o movimento operário passava por uma crise ideológica, um declínio na atividade grevista e repressão estatal no início da década. O policiamento de organizações de trabalhadores e a repressão violenta a greves já eram frequentemente noticiadas pela imprensa operária e a grande imprensa em toda a Primeira República, e o auge da atividade grevista já havia passado em 1917–1919. A administração Bernardes foi a mais repressiva com o movimento operário, mas também tomou algumas medidas legais em favor da classe, como a lei Eloy Chaves, que criava um sistema previdenciário para os ferroviários, a fundação do Conselho Nacional do Trabalho e a lei de férias para os trabalhadores do comércio e da indústria. Estas medidas eram, ao menos em parte, para melhorar a imagem do país no exterior.
A polícia classificava o movimento operário como ameaça à ordem social, mais do que à política. Entretanto, fazia-se uma associação entre doutrinas operárias e anarquismo, e entre greves e insurreições. Os anarquistas eram operários e intelectuais e haviam sido a principal facção nas lutas operárias do início do século, embora perdessem espaço nos anos 20 para o recém-fundado Partido Comunista. Almejando a definitiva abolição do Estado, eles desestabilizavam o governo republicano. Em 1918 alguns anarquistas, dirigentes sindicais e políticos chegaram a tentar uma insurreição inspirada pela Revolução Russa. O sistema político da Primeira República não abria chances eleitorais aos militantes operários.

#### Relação entre os grupos
As greves, manifestações, jornais e atentados a bomba dos operários organizados não se comparavam ao poder de fogo dos tenentistas. Segundo Domingos Meirelles, o temor recorrente do governo e da polícia era que as revoltas militares escapassem do controle dos tenentistas e se tornassem insurreições populares com envolvimento anarquista ou comunista. A guerra urbana em São Paulo, cidade com histórico de conflitos operários, foi alarmante. Os grandes industriais e comerciantes da cidade receavam que o governo, focado demais na luta militar, permitisse uma luta social latente. A inquietação dos trabalhadores já era visível nos saques ocorridos quando ela ficou sem policiamento. Este foi o argumento de José Carlos de Macedo Soares, presidente da Associação Comercial de São Paulo, para que o governo aceitasse um cessar-fogo. Em carta ao general Eduardo Sócrates, alertou: "os operários agitam-se já e as aspirações bolchevistas manifestam-se abertamente". Seus pedidos foram ignorados e o governo conseguiu reocupar a cidade militarmente.
Conspiradores tenentistas chegaram a procurar o apoio de lideranças anarquistas e comunistas em alguns momentos. Os comunistas consideravam que o tenentismo poderia abrir caminho à revolução pretendida e anarquistas prestaram apoio moral à revolta em São Paulo, mesmo sem participação direta. Entretanto, as lideranças tenentistas rejeitavam qualquer apoio popular que interferisse no seu projeto político, temendo que fosse subvertido pela participação operária.
Do ponto de vista anarquista, o governo republicano, os tenentistas e os comunistas igualavam-se pela ambição comum de controlar o Estado. Alguns anarquistas chegaram a acusar os comunistas de terem tido relações amistosas com o governo Bernardes. Em resposta, os comunistas insistiam que seus companheiros também foram perseguidos e presos. A repressão aos comunistas se intensificou mais tarde, nos anos 1930. Algumas fontes comunistas admitiam que a repressão atingiu os anarquistas com mais força, e o brasilianista John W. F. Dulles considera que a menor perseguição durante o estado de sítio foi o que permitiu aos comunistas tornarem-se mais fortes que os anarquistas no Rio de Janeiro. O historiador Carlo Romani, que tem afinidade ideológica com o anarquismo, atribui ao governo Bernardes o declínio do anarquismo nos sindicatos brasileiros.

### Tendência autoritária

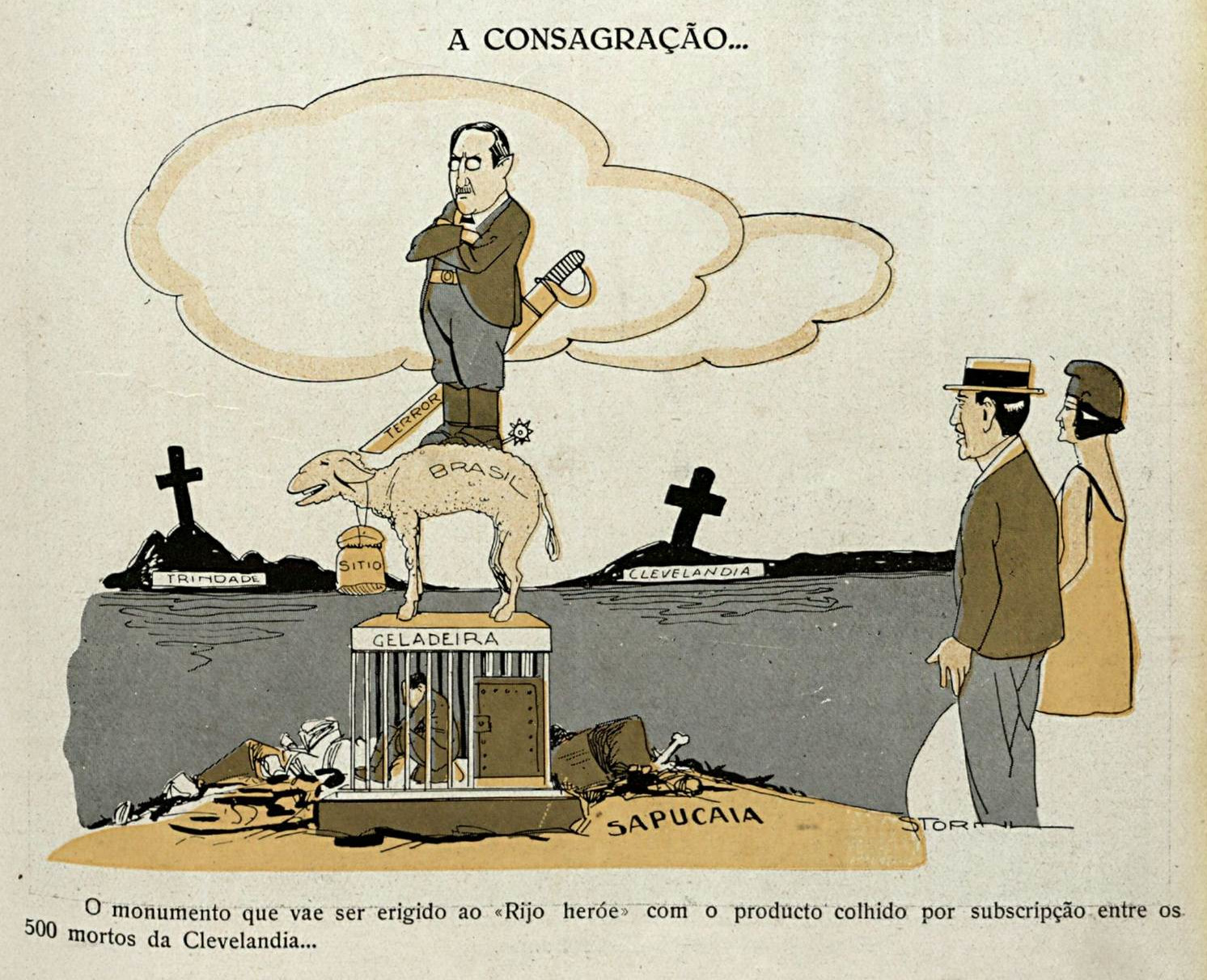
Caricatura antibernardista: o presidente domina com o "terror" e o "sítio" (revista Careta)

Para o historiador Henry H. Keith, nenhum outro governante da Primeira República, nem mesmo os centralizadores e militaristas (Deodoro e Floriano), fez tanto quanto Artur Bernardes para fortalecer o governo contra a desordem interna. Na interpretação do cientista político Christian Lynch, Bernardes e seu sucessor Washington Luís exerceram a Presidência como autocratas e não sentinelas ou árbitros das oligarquias, como seus antecessores. Esta autocracia tinha o consentimento das próprias oligarquias, dispostas a sacrificar o liberalismo político para preservar o regime. A "ameaça revolucionária" era usada para justificar ações urgentes e alheias aos trâmites convencionais da lei, a supressão de liberdades civis e a prática de violências e arbitrariedades. Pouco antes de assumir, Bernardes escreveu numa carta: "dada a anarquia mental que ora observamos, o pendor das classes para a indisciplina e a tendência social para o desprestígio da autoridade, julguei necessária uma Polícia forte".
O estado de sítio foi sua ferramenta para incorporar a imagem de um governante forte e centralizador, que impunha modernizações de cima para baixo. Isto demonstrava a influência de pensadores nacionalistas autoritários como Oliveira Viana, Francisco Campos e Azevedo Amaral, que não formavam um movimento político próprio, mas encontravam terreno propício às suas ideias no período entreguerras, quando a democracia parecia desmoralizada e era constrastada com o exemplo de Mussolini. Jovens ideólogos como o jurista mineiro Francisco Campos, o jornalista carioca Azevedo Amaral e o sociólogo pernambucano Gilberto Freire endossavam uma direção autoritária e aristocrática do regime. Até mesmo a oposição tenentista era influenciada pelos pensadores antiliberais.
Ao solicitar uma revisão à Constituição, Bernardes criticou o "idealismo entusiástico e generoso" dos legisladores passados, que teria produzido leis "excessivamente adiantadas e pouco adequadas ao nosso país, à nossa raça, à nossa índole, à nossa cultura social e política". Ele também criticou a restrição que a Constituição impunha à pena de morte na "guerra civil ou interna", pois "ao passo que as forças legais se mantém dentro da órbita estritamente legal, sem meios muitas vezes indispensáveis para a sua coesão, as sediciosas empregam todos os meios, inclusive fuzilamentos sumários, para manter a sua própria disciplina e infundir terror aos que as combatem e às populações inermes". Ao criticar a lentidão dos processos criminais, afirmou que "a ordem social precisa estar armada de aparelhos mais expeditos para repressão de culpados e absolvição de inocentes".
A emenda constitucional foi enfim promulgada em 3 de setembro de 1926, tendo sido discutida e aprovada enquanto vigorava o estado de sítio. Algumas de suas modificações tratavam do recurso, proibindo recursos judiciários contra a declaração e negando aos tribunais o conhecimento dos atos praticados pelo Executivo e Legislativo em decorrência do sítio. A tendência era o fortalecimento do Presidente em detrimento dos outros poderes e da esfera estadual. Essas mudanças fizeram a oposição acusar Bernardes de intenções ditatoriais. Em sua defesa, Hélio Silva argumentou que a reforma só foi conseguida ao final do mandato, suas condições mais específicas para a intervenção federal dificultaram a aplicação pelos governos seguintes e sua definição mais restrita de habeas corpus era normal em outros países.

## Justificativas governistas

Ministros do governo Bernardes no dia da posse

Nas suas mensagens presidenciais ao Congresso, Bernardes tratou sucintamente do estado de sítio, que, segundo ele, foi determinado "a contragosto, mas em defesa dos altos interesses nacionais", pois "esquecida de que vivemos em uma democracia, regime de opinião, em que prevalece a vontade da maioria, expressa nas urnas, uma minoria facciosa e ameaçadora pretendeu governar, impondo-se pelo terror e indo ao ponto de conceber e proclamar o intuito de assenhorear-se do poder custasse o que custasse". Contra esta minoria, "o governo tem exercido função moderada de prevenção, embora disposto a empregar as mais enérgicas providências caso se torne necessário".
O estado de sítio foi tratado como um instrumento normal da administração pública, que só prejudicaria os subversivos. Os cidadãos obedientes à lei e a imprensa limpa teriam as garantias do regime normal, "acrescidas da tranquilidade oriunda da certeza de que o Governo pode agir com presteza e segurança contra os perturbadores quaisquer da paz pública". Na mesma época o presidente do Paraná, Caetano Munhoz da Rocha, declarou: "ninguém sofre no Paraná por ser adversário do governo ou desafeto do Presidente ou prosélito de qualquer crença religiosa. Todos gozam da mesma liberdade, a todos se faz justiça". Em 15 de novembro de 1926, o Jornal do Commercio argumentou que "o estado de sítio evoluiu ao ponto de não ser ao menos pressentido pelo povo. Só os maldizeres e os conspiradores se aperceberam dele. A nação ordeira mal crê que estejamos em sítio".

## Período de vigência

Períodos de vigência do estado de sítio por unidade federativa

Dos 1 460 dias do novo mandato, 1 287 dias passaram-se sob estado de sítio em algum ponto do território nacional, ou 88,15% do total, excedendo o somatório de todos os seus antecessores (991 dias). Houve várias suspensões locais de um ou dois dias para a realização de eleições municipais, estaduais e federais. Na sua maior extensão territorial em 1925, o estado de sítio vigorava no Distrito Federal e mais dez unidades federativas. A medida excepcional tornou-se normalidade, vigorando na totalidade dos anos de 1923, 1925 e 1926. 1924 teve apenas o primeiro semestre livre da medida. Um deputado chegou a falar num "estado de sítio crônico", e a imprensa apelidou Bernardes de "Presidente do Sítio" e "Calamitoso".
O Congresso continuamente aprovou as extensões da medida, apesar de alguns votos contrários. As vitórias do governo no Congresso Nacional eram esmagadoras, como em 1924, quando a Câmara votou por 117 votos contra dez pela prorrogação do estado de sítio, e o Senado, por 33 votos contra quatro. Um reduzido núcleo de congressistas, única oposição organizada do período, usava a tribuna para denunciar os abusos cometidos sob o manto do estado de sítio. Na Câmara dos Deputados ele incluía Azevedo Lima, Arthur Lemos, Leopoldino de Oliveira e Henrique Dodsworth. No Senado, eram Soares dos Santos, Benjamin Barroso, Jerônimo Monteiro, Justo Chermont, Muniz Sodré, Lauro Sodré e Barbosa Lima. Eles tentavam suspender o estado de sítio ou impedir sua prorrogação, e na Câmara, alegavam que o governo havia executado operações econômicas ilegais, que contribuíram ao desequilíbrio fiscal. O governo tinha seus defensores, como os deputados Antonio Carlos e Nicanor Nascimento e o senador Bueno Brandão.

### Primeiro 5 de julho

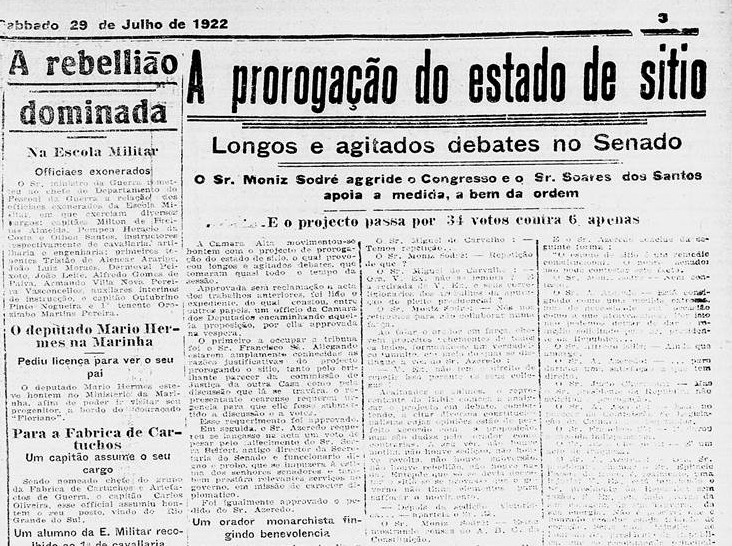
Em 29 de julho de 1922, "Longos e agitados debates no Senado" sobre a prorrogação. "E o projeto passa por 34 votos contra 6 apenas".

Em 5 de julho de 1922, quando as granadas dos primeiros rebeldes do Forte de Copacabana explodiam na vizinhança do prédio do Senado, o Congresso aprovou o estado de sítio com apenas um voto contrário. A medida cobria o Distrito Federal e o estado do Rio de Janeiro até o dia 30 do mesmo mês, "ficando o Presidente da República autorizado a prorrogá-lo por maior prazo e a estendê-lo a outros pontos do território nacional, se as circunstâncias assim exigirem". Com a revolta já reprimida, no dia 29 o governo de Epitácio Pessoa conseguiu a prorrogação preventiva da medida até o final do ano. Desta forma, a posse de Artur Bernardes, em 15 de novembro, ocorreu sob estado de sítio.
Em 1.° de janeiro de 1923, Bernardes decretou estado de sítio no Distrito Federal e estado do Rio de Janeiro por 120 dias, até o final do recesso legislativo, prorrogando-o em 23 de abril até o final do ano. Neste período as autoridades tinham certa tranquilidade, chegando a conceder um extenso habeas corpus em janeiro e fevereiro de 1923. No estado do Rio de Janeiro, o sítio permitiu o desmonte da máquina política de Nilo Peçanha, concorrente de Bernardes na eleição de 1922. Em 23 de dezembro, dia de posse do governador situacionista do Rio de Janeiro, Feliciano Sodré, a medida foi suspensa, num cenário de aparente tranquilidade. Em troca de apoio à Lei de Imprensa, Bernardes prometera à bancada gaúcha que não prorrogaria o sítio.
No ano seguinte, em 19 de março a Bahia foi submetida ao estado de sítio por 30 dias, suspensos em 5 de abril; tratava-se de uma forte presença militar para garantir a posse do governador Góis Calmon.

### Segundo 5 de julho

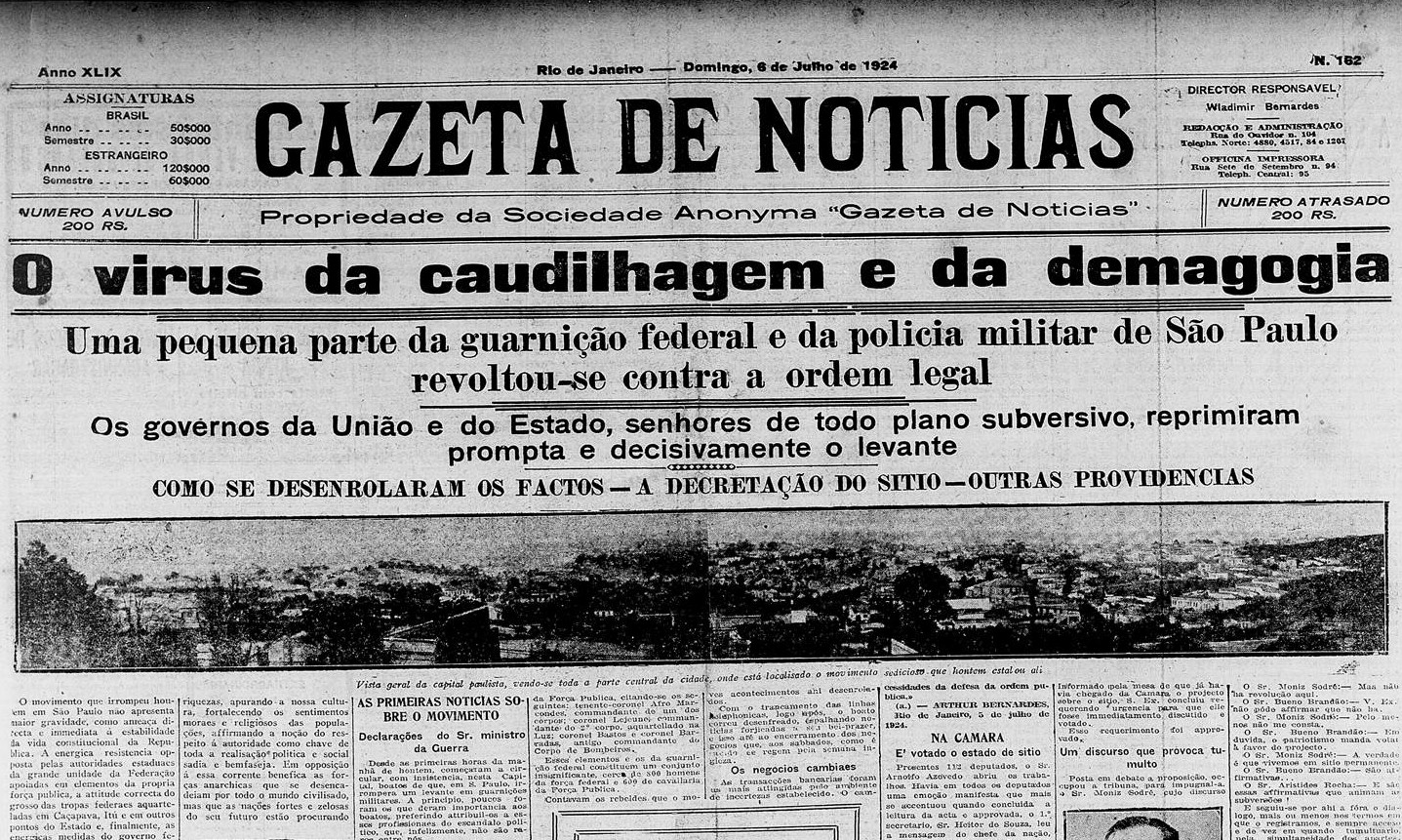
"A decretação do sítio" e "Outras providências" contra a revolta em São Paulo

Em 5 de julho, a nova revolta em São Paulo fez o Congresso imediatamente aprovar a medida para o Distrito Federal e os estados do Rio de Janeiro e São Paulo por 60 dias. A maior eficiência, número de adesões e regiões conflagradas pelas revoltas acentuaram a repressão. O sítio foi estendido a outros estados à medida que apareceram novas revoltas: Bahia e Sergipe em 14 de julho, Amazonas e Pará em 27 de julho e Mato Grosso em 26 de agosto. Todos foram prorrogados até o final do ano em 3 de setembro, o que foi estendido ao Paraná em 17 de setembro e ao Rio Grande do Sul em 17 de novembro.
Iniciando-se 1925, o estado de sítio foi decretado até 30 de abril para o Distrito Federal e os estados de São Paulo, Mato Grosso, Rio de Janeiro, Paraná, Santa Catarina, Rio Grande do Sul, Sergipe, Pará e Amazonas, acrescidos da Bahia em 21 de fevereiro. Em todos houve prorrogação, decretada em 22 de abril, até o final do ano. O estado de sítio foi suspenso no Paraná e Santa Catarina, em 14 de outubro, e na Bahia, em 3 de novembro. No último dia do ano ele foi prorrogado até 30 de abril de 1926 nas áreas onde ainda vigorava, subtraídas de Mato Grosso e acrescidas de Goiás, por onde passava a Coluna Prestes. Uma nova prorrogação ao final do ano saiu em 23 de abril, com o acréscimo do estado do Ceará, também por causa da Coluna Prestes. Em 30 de outubro a medida foi estendida a Mato Grosso e suspensa no Ceará.
A transmissão da Presidência da República novamente ocorreu sob estado de sítio. Com base nos movimentos da Coluna Prestes em Mato Grosso e numa revolta em curso no sul do país (a Coluna Relâmpago) o novo presidente, Washington Luís, prorrogou o sítio no Rio Grande do Sul, Santa Catarina, Mato Grosso e Goiás, inicialmente por um mês, e mais uma vez até 28 de fevereiro. Os últimos revoltosos em atividade no país rumavam ao exílio. O estado de sítio foi suspenso em Santa Catarina em 26 de janeiro, e no Rio Grande do Sul, em 7 de fevereiro. Por fim, o decreto n.° 17.683, de 10 de fevereiro de 1927, encerrou a medida nos dois estados remanescentes "por estar extinta a revolta à mão armada que desde 1922 conflagrou o Brasil".

## Polícia política

### Aparato policial

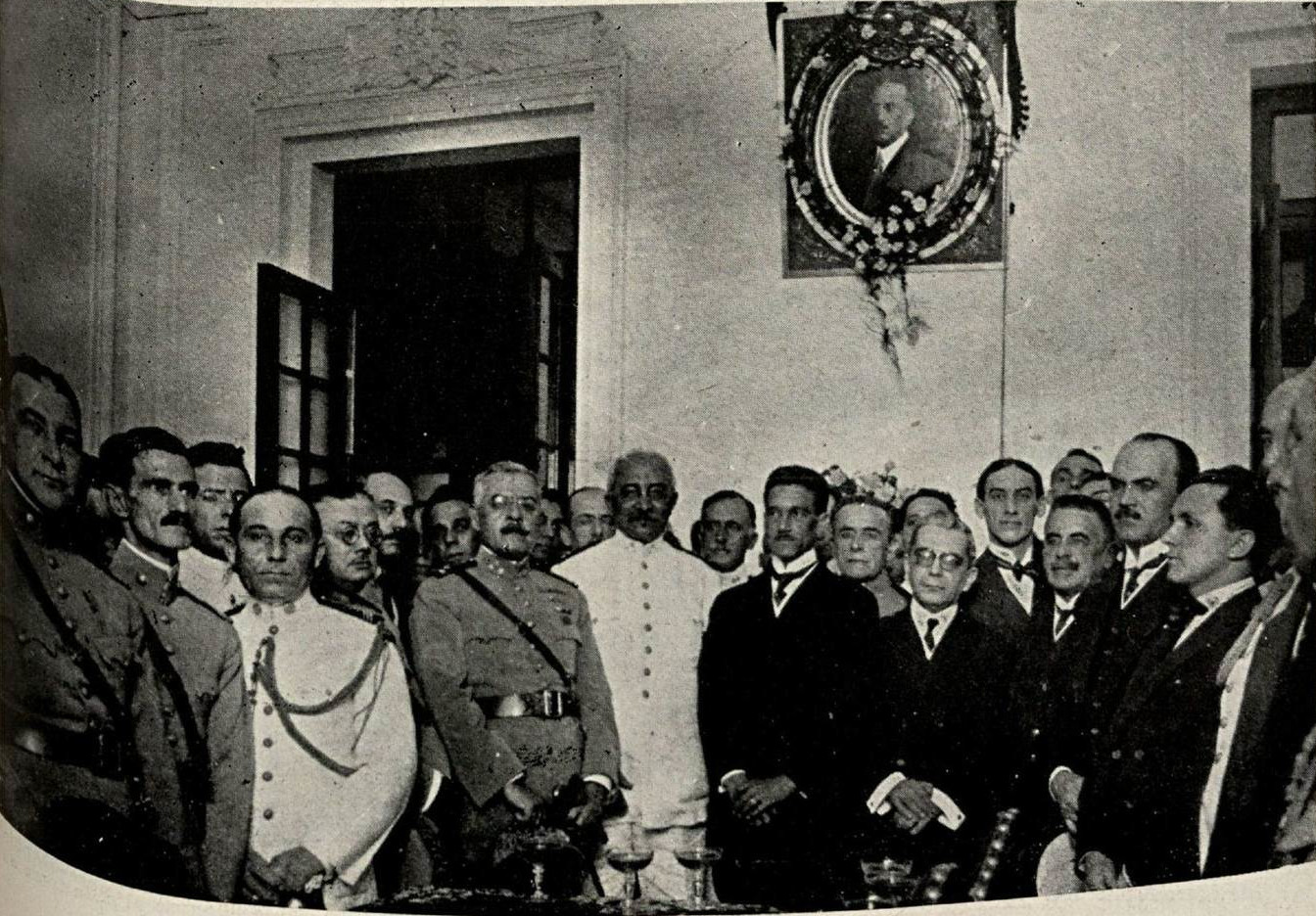
Marechal Carneiro da Fontoura, ao centro, na inauguração do retrato de Artur Bernardes no Prédio da Polícia Central

Para o historiador Carlo Romani, o governo Bernardes foi inédito na organização de uma burocracia de vigilância e repressão política, cuja mentalidade nos escalões inferiores manteve-se até o Estado Novo e a ditadura militar; "ambas as ditaduras não fizeram mais do que ampliar as sementes precursoras do moderno estado de controle social lançadas pioneiramente na gestão do presidente Arthur Bernardes". Em novembro de 1922, logo após assumir, Bernardes fez uma reforma na polícia do Distrito Federal, transformando a Inspetoria de Investigação e Segurança Pública, cujas atribuições incluíam a polícia política e ordem social, na 4.ª Delegacia Auxiliar. Este órgão foi o primeiro de muitos equivalentes nos estados, mais conhecidos pela sigla "DOPS", surgida em 1924 com a Delegacia de Ordem Política e Social de São Paulo.
A reforma policial permitiu que o cargo de Chefe de Polícia, a autoridade máxima da segurança pública na capital, fosse ocupada por um militar no lugar dos tradicionais bacharéis em Direito. Bernardes nomeou ao cargo o marechal Carneiro da Fontoura, que havia reprimido a Revolta dos 18 do Forte quando comandava a 1.ª Região Militar. Conhecido como o temido "General Escuridão" entre seus inimigos, ele entraria para a história como o maior perseguidor dos militares revoltosos e, ao lado do Ministro da Guerra Setembrino de Carvalho, como um dos pilares de sustentação do presidente. O estado de sítio fortalecia-o em detrimento do Judiciário, permitindo-o prender suspeitos sem julgamento.

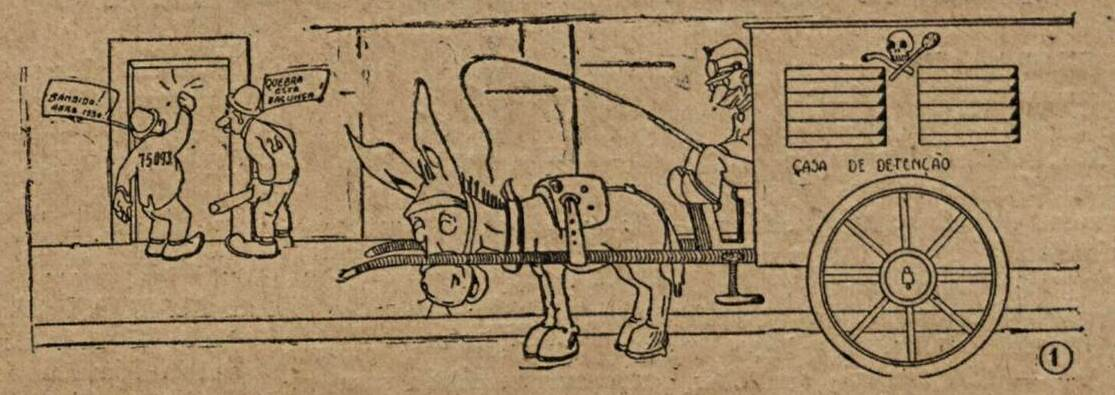
"Sempre que se precisava de prender um cavalheiro incurso no parágrafo tal, do artigo número tanto do Código Penal, (capítulo relativo a conspiratas) o general mandava buscá-lo por uma luxuosa limusine. Vinha como um convidado a depor". Sátira na revista O Malho sobre a polícia do marechal Fontoura

Segundo Everardo Dias, Fontoura concedeu carteiras de "autoridade em comissão" aos policiais e caceteiros integrantes do "Cravo Vermelho". Esta organização, à qual se fundiu a Legião do Cruzeiro do Sul, uma das primeiras organizações fascistas do Brasil, praticou espancamentos, prisões e invasões a domicílio contra opositores. O cravo vermelho vestido na lapela era símbolo dos bernardistas em geral.
A estrutura da polícia no Distrito Federal subordinava-se ao Ministério da Justiça e Negócios Interiores. Ela tinha órgãos para processar dados sobre a população, os mortos e feridos, o trânsito, embarcações e viagens e os suspeitos e presos, além de controlar as diversões públicas e fornecer um corpo de censores. A 3.ª Delegacia Auxiliar controlava as listas de passageiros das embarcações, principal meio de transporte da época, o que se mostrou eficaz na captura de revoltosos. Como os revoltosos usavam identidades falsas, a Chefia de Polícia procurou torná-los conhecidos dos agentes e disseminar suas fotografias. O tenente Carlos Chevalier quase foi preso pela polícia ao desembarcar no Rio de Janeiro, e Eduardo Gomes foi reconhecido e preso numa escala em Florianópolis.
A 4.ª Delegacia Auxiliar tinha três seções com teor de polícia política: Ordem Social e Segurança Pública, Segurança Política e Fiscalização de Explosivos, Armas e Munições. Ela foi inicialmente comandada pelo major Carlos da Silva Reis, apelidado "major Metralha". A principal atividade da delegacia foi a produção de inteligência, através da qual o Estado acompanhou movimentos políticos, militares e operários. A informação era coletada através da espionagem nas ruas, lojas, trabalho e casa, escutas telefônicas agentes infiltrados e delatores. Tais atividades às vezes ocorriam fora da capital e até do país. Os relatórios diários chegavam ao chefe de polícia e ao presidente da República. Além da produção de inteligência, a delegacia efetuava prisões e destinava prisioneiros ao desterro.

### Resultados obtidos

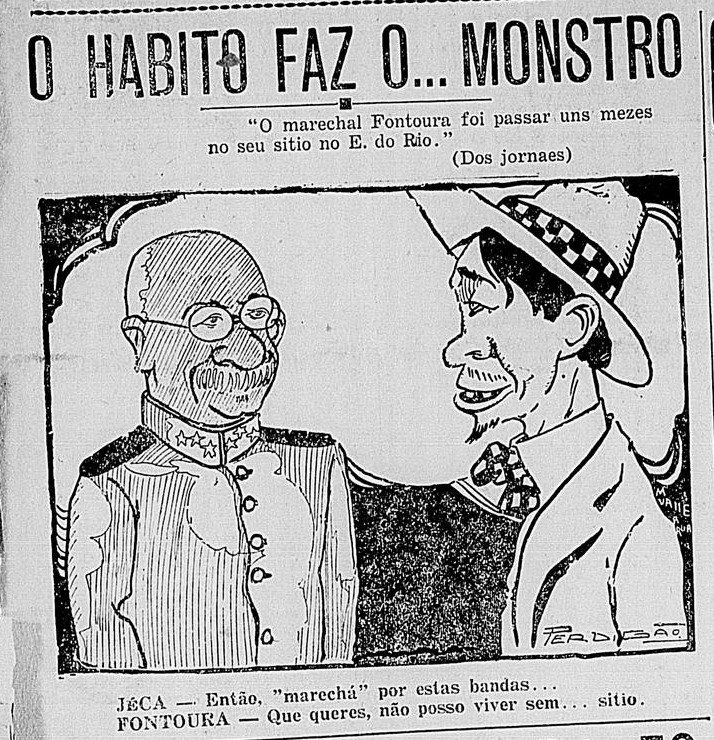
Fontoura na sua fazenda, em sátira de A Rua: "não posso viver sem sítio"

Na vigência do estado de sítio, as invasões policiais e o fechamento de sindicatos aumentaram em número. Mesmo sendo temporários, os fechamentos desestruturaram grande parte dos sindicatos. Em São Paulo, a atividade sindical foi desmantelada pela polícia no segundo semestre de 1924. Um relatório da 4.ª Delegacia de 25 de junho de 1926 concluiu que a situação dos operários no Rio era de "grosso modo, satisfatória", mas um comentário escrito à mão no documento observou que "o operariado está apenas intimidado. Sente-se observado e teme a intervenção policial".
A caça aos militares desertores e foragidos obrigava-os a uma vida de identidades falsas, peregrinações e fugas. A polícia política conseguiu desmontar numerosas conspirações; planos frustrados de golpes militares constam nos arquivos da polícia política em novembro de 1924, janeiro, março e junho de 1925. Confrontos armados chegaram a ocorrer no Rio em novembro de 1924 (a revolta do encouraçado São Paulo, que a Marinha deixou sem munição com antecedência, já suspeitando da possibilidade) e o ataque ao quartel do 3.° Regimento de Infantaria, em maio de 1925. A polícia também registrava apreensões de armas, bombas e dinamite, e a imprensa relatava frequentes descobertas de atentados a bomba, embora O Globo mais tarde acusaria a própria 4.ª Delegacia de forjar os atentados. Algumas bombas chegaram a detonar. A explosão no gabinete do general Tertuliano Potiguara, em 21 de outubro de 1924, levaria à amputação de seu braço e foi particularmente prejudicial à imagem do governo.
A vigilância e a delação na capital foram suficientes para dissuadir os planejadores tenentistas de iniciar ali a revolta de julho de 1924. Por outro lado, no mesmo período os conspiradores conseguiram visitar quartéis de São Paulo, Paraná, Mato Grosso e Rio Grande do Sul para recrutar apoiadores, uma atividade que não poderia ser totalmente oculta. O governo paulistano, em especial, comportou-se com lassidão, pois estava excessivamente confiante na sua força estadual. Nas unidades militares dispersas a grandes distâncias no Rio Grande do Sul, o controle legalista sobre os Correios, que obrigava os conspiradores a se comunicar pessoalmente, dificultou a coordenação da revolta, mas não impediu sua deflagração em outubro.
Conforme o deputado Henrique Dodsworth, "não há queda do fruto, rumor de folhagem, voo de pássaro nos jardins do Palácio [do Catete] que, imediatamente, não se interprete como funesto ao futuro da República". Tamanho era o medo das conspirações que até o 4.° delegado Carlos Reis foi intimado a depor em setembro de 1925 devido a uma viagem a São Paulo na companhia de um de seus amigos, um major do Exército considerado suspeito. Ele foi destituído do cargo dias depois. Em abril de 1926, com o perigo tenentista diminuindo, Carneiro da Fontoura foi substituído na Chefia de Polícia por um experiente promotor público, Carlos da Silva Costa, que buscou acalmar a opinião pública. Ele nomeou à chefia da 4.ª Delegacia o tenente-coronel Bandeira de Melo, um oficial da Polícia Militar e crítico ao que chamava de politização excessiva do departamento.

## Intervenções nos estados

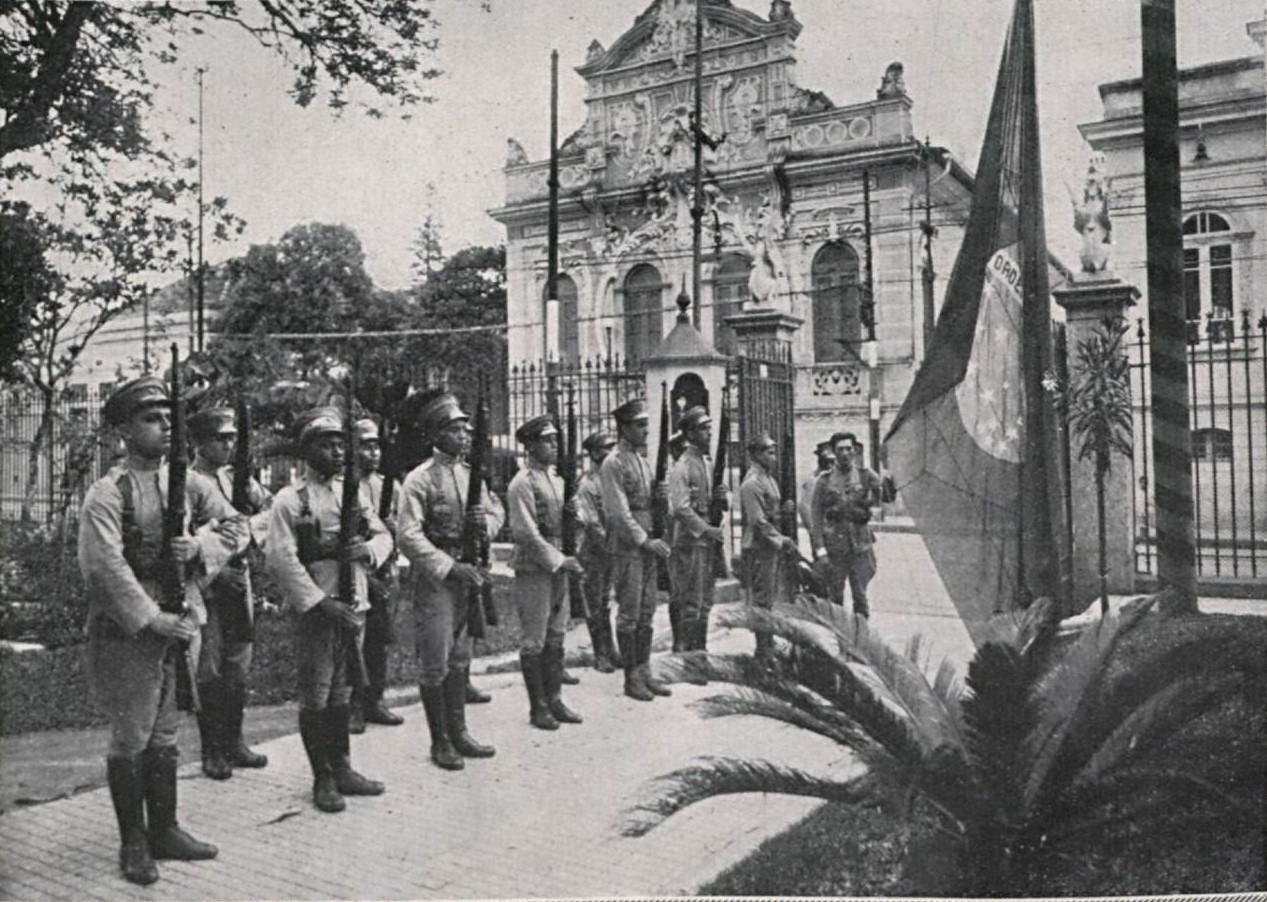
Hasteamento da bandeira no Palácio do Ingá, sede do governo fluminense, após a posse do interventor Aurelino Leal

Os situacionismos dos três estados que se opuseram à candidatura presidencial de Bernardes (Rio de Janeiro, Bahia e Rio Grande do Sul) encontraram-se vulneráveis à intervenção federal após sua posse, e suas respectivas oposições tinham apoio federal. Todos três tiveram crises políticas, os "casos estaduais", cujos desfechos foram sempre favoráveis ao presidente. Em retrospecto, memórias e historiadores consideram que as medidas de Bernardes no Rio de Janeiro, Bahia e Rio Grande do Sul foram vingativas. Mesmo seus defensores admitem que o presidente planejou-as com antecedência e de forma "preventiva".
Este processo já foi analisado como uma hipertrofia do Executivo federal, um abandono de fundamentos da política dos governadores e sua substituição por uma "política dos presidentes". A tendência centralizadora também foi visível na reforma constitucional de 1926. Segundo Boris Fausto, os mesmo setores cafeicultores que promoveram o federalismo no início da República agora tinham interesse na centralização. O poder político era seu e não convinha ceder muita liberdade de ação às oligarquias desvinculadas do polo dominante da economia.
No Rio de Janeiro, Bernardes decretou intervenção federal em 10 de janeiro de 1923 para sanar a dualidade de Assembleias e governos e a desordem no interior, onde os oposicionistas derrubavam autoridades municipais — com a participação de agentes da polícia do Distrito Federal, denunciavam os governistas. Os decretos divergiam de alguns entendimentos consolidados sobre a intervenção federal: foram promulgados em recesso parlamentar, sem requisição do governo estadual, e substituíam esse governo em todos os seus poderes pela interventoria. O interventor Aurelino Leal desmontou a máquina política da facção de Nilo Peçanha, até então dominante. Censurou os jornais de Niterói, nomeou novas autoridades policiais, juízes e escrivães de paz e convocou novas eleições, pelas quais transmitiu o poder a Feliciano Sodré, aliado do governo federal.
A possibilidade de intervenção federal também pairou na Bahia, mas o instrumento empregado pelo governo federal foi o estado de sítio. No Rio Grande do Sul a oposição iniciou uma guerra civil, a Revolução de 1923, na expectativa de intervenção federal, mas ela não veio, possivelmente pela inexistência de duplicatas no governo ou pela força da Brigada Militar, que dificultaria uma intervenção militar direta. O governo federal intermediou o Pacto de Pedras Altas, que encerrou o conflito e proibiu a reeleição do governador Borges de Medeiros. Borges fez as pazes com Bernardes e a Brigada Militar combateu dentro do exército legalista em São Paulo.

## Controle da imprensa

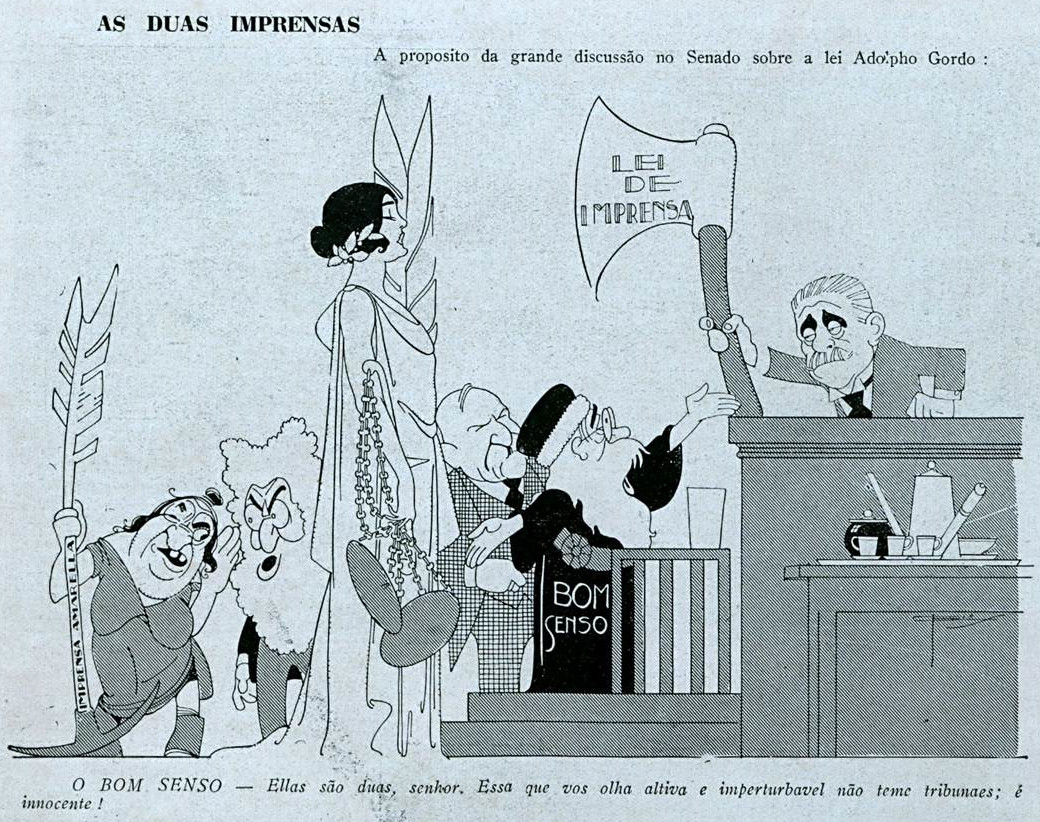
O Malho, defendendo a lei de imprensa, distingue a "imprensa amarela" da imprensa inocente

A "censura de imprensa no incitamento à anarquia e ao crime", nas palavras do presidente Bernardes, foi uma das atividades permitidas pelo estado de sítio. Periódicos foram submetidos a processos criminais, e jornalistas foram agredidos e presos. A partir de julho de 1924, o governo federal controlou as notícias nos principais jornais do país para abafar a repercussão das rebeliões. As informações eram liberadas de três a quinze dias após os eventos, e com forte viés pró-governo. As notícias da Campanha do Paraná chegavam à imprensa com semanas de atraso e os censores, após a aprovação, não permitiam nenhuma mudança, nem mesmo para substituir a palavra "ontem". Um visto da mesa das casas legislativas era necessário para a liberação à imprensa dos debates parlamentares. Após a definição de Washington Luís como candidato situacionista para a eleição presidencial de 1926, deputados denunciaram que os jornais estavam proibidos de criticá-lo.
Nesse período os jornais tomavam partido nas disputas políticas e discutiam abertamente suas ideias. A grande imprensa de escala industrial, organização de empresa capitalista e pretensão de permanência suplantava os jornais pequenos e "artesanais". Em São Paulo concorriam o Correio Paulistano, órgão do Partido Republicano Paulista, e O Estado de S. Paulo, aparentemente neutro em relação aos tenentistas. No Rio de Janeiro, destacavam-se cinco diários com grandes sedes na Avenida Central: o Jornal do Brasil, Correio da Manhã, Gazeta de Notícias, O Paiz e Jornal do Commercio. O Paiz e o Jornal do Commercio eram situacionistas. No outro extremo, Epitácio Pessoa chamou de "abjetos expoentes da imprensa nilista" a Edmundo Bittencourt, dono do Correio da Manhã, e Irineu Marinho, de A Noite.
A inimizade do Correio datava da campanha eleitoral de 1921–1922, quando ele publicou cartas falsas, de conteúdo injurioso aos militares, atribuídas a Bernardes. As cartas criaram antipatia popular ao candidato e acentuaram o descontentamento militar. Este episódio é apontado na historiografia como a origem da nova Lei de Imprensa de autoria do senador Adolfo Gordo, promulgada em outubro de 1923. Os opositores consideravam um absurdo debater a proposta em pleno estado de sítio, com a imprensa sob censura, enquanto seus defensores argumentavam que ainda havia liberdade para discussão. Para o Correio da Manhã, reaparecia o delito de opinião, e para O Imparcial, a proposta era "a morte da liberdade de opinião no Brasil". A lei fortalecia os instrumentos legais de controle da imprensa — os crimes de injúria e calúnia.
Apesar da censura, a situação jurídica dos revoltosos aparecia continuamente nos jornais. Cada embarque, prisão, fuga, tiroteio, entrevista na prisão e morte rendia notícias. Mesmo os revoltosos na remota prisão da Ilha Grande tinham acesso a jornais e conseguiam publicar entrevistas e manifestos e obter informações. Por anos a polícia política no Rio de Janeiro caçou, sem sucesso, a impressão do jornal clandestino tenentista 5 de Julho, editado pelo anarquista Antônio Canellas. A própria Coluna Prestes editava um jornal, O Libertador, e os tenentistas transmitiam informações à opinião pública brasileira através da imprensa da Argentina e dos discursos do deputado Batista Luzardo. O governo Bernardes respeitou a imunidade parlamentar da minoria oposicionista de legisladores, e suas palavras tinham repercussão nacional pelo Diário do Congresso.

### Casos de censura

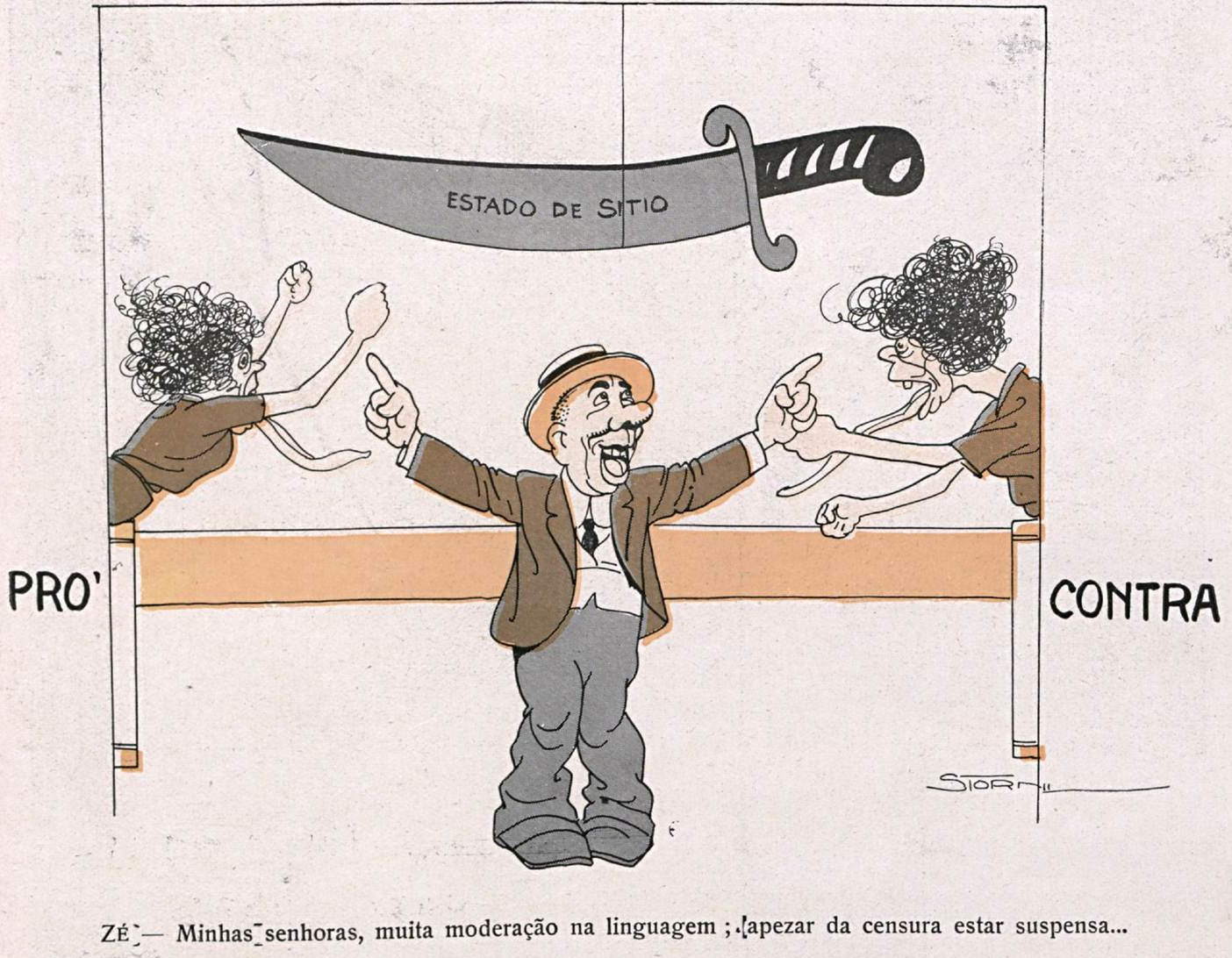
A lâmina do estado de sítio paira sobre os debates (revista Careta)

A censura no Rio de Janeiro foi especialmente importante pela capital ser o centro nacional das notícias. Jornalistas de sete periódicos (Correio da Manhã, A Noite, O Imparcial, A Vanguarda, O Rebate, A Rua e Jornal do Brasil) foram presos após a revolta de 1922, incluindo Edmundo Bittencourt e Irineu Marinho. No mesmo dia em que o decreto do sítio foi baixado, já havia um policial em cada redação. Em novembro, três dos jornalistas permaneciam presos, incluindo Bittencourt, apesar da inexistência de ligações comprovadas com a revolta.
Nos primeiros dias de julho de 1924, Bittencourt foi novamente preso, juntamente com o diretor, diretor substituto, gerente, secretário de redação e agente de publicidade de seu jornal. O diretor interino, Pinheiro da Cunha, foi intimado a depor e recebeu voz de prisão quando se recusou a publicar uma nota de retratação pelo que o jornal havia publicado sobre o presidente Bernardes. Em 31 de agosto, o Ministro da Justiça mandou fechar o jornal como medida de ordem pública. Maurício de Lacerda, jornalista do Correio, passou oito meses na prisão, teve três pedidos de habeas corpus negados e foi pessoalmente informado pelo major Carlos Reis que "não pode ser solto. É ordem do presidente. E ordem severa".
Outro proprietário preso foi José Eduardo Macedo Soares, fundador dos jornais oposicionistas Diário Carioca e O Imparcial, primo do tenente revoltoso Edmundo de Macedo Soares e anfitrião de rebeldes na sua fazenda em Maricá. O Jornal do Brasil, Gazeta de Notícias, O Imparcial, A Rua, O Trabalho e O Jornal do Povo tiveram suas redações invadidas pela polícia. O Combate foi suspenso, e em seu lugar foi lançado O Povo em março de 1925, com a mesma linha editorial. Em São Paulo, a circulação do Estado foi suspensa em 29 de julho de 1924 e retomada em 17 de agosto. No Ceará o principal jornal oposicionista, A Tribuna, foi fechado. Seu fundador era Manuel Fernandes Távora, irmão do líder tenentista Juarez Távora.
No sul de Mato Grosso, jornalistas foram encarcerados e publicações suspensas de 1924 a 1926. Assim foi feito com os proprietários de O Progresso, de Ponta Porã, "por fazer propaganda contra as altas autoridades federais e dar circulação a boatos alarmantes"; da Gazeta do Comércio, de Três Lagoas, por estar "divulgando boatos alarmantes e ainda aumento da violência dos seus artigos contra o governo da República e a propaganda que já vinha fazendo a favor dos revoltosos"; e da Tribuna do Povo, de Três Lagoas, por propaganda sediciosa e campanha violenta contra o governo. Este último e mais dois jornalistas da sua publicação foram presos no Forte de Coimbra. No Rio Grande do Sul, a censura foi aplicada após as revoltas de 1924 e 1926. Em 8 de novembro de 1924 o cônsul americano relatou: "devido à estrita censura os jornais locais são bem controlados, e poucos sabem definitivamente o que está acontecendo".
A imprensa operária, principal instrumento de propaganda e debate do movimento e a mais atingida quando se tomavam medidas contra jornalistas, foi suprimida após julho de 1924. O jornal anarquista A Plebe não circulou durante o estado de sítio. A imprensa comunista teve melhor sorte: seus dois principais jornais em São Paulo, O Internacional e O Solidario, foram pouco perturbados. Em 1925 o partido conseguiu publicar A Classe Operaria, impresso na gráfica de O Paiz (onde havia uma célula comunista), com o consentimento do governo, que desejava evitar perturbações trabalhistas no jornal. A Classe Operaria era editado sem censura e teve tanto sucesso que o governo rompeu o arranjo e fechou o jornal em julho.

## Política militar

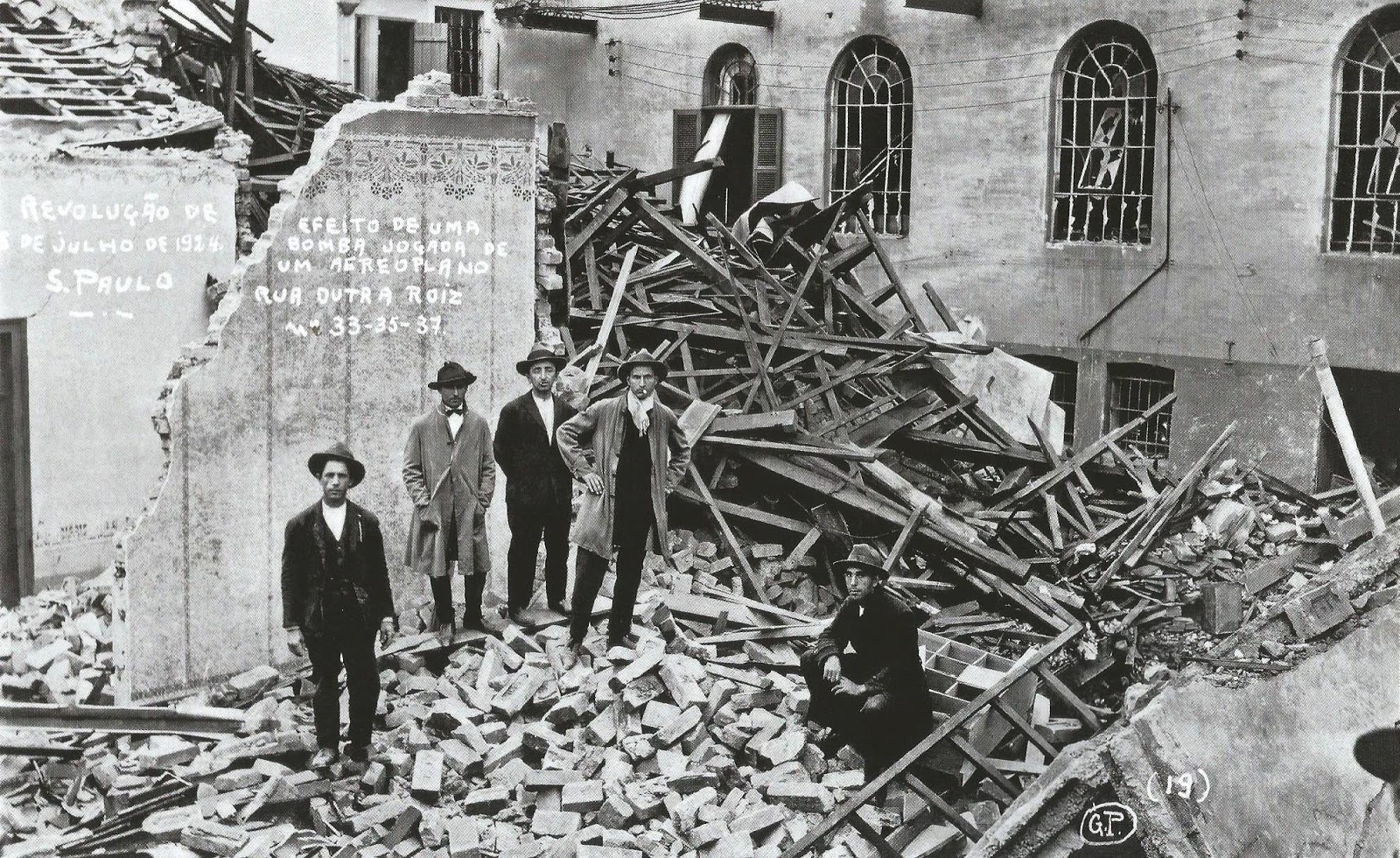
Casa destruída por um ataque aéreo legalista em São Paulo

Como de praxe, Bernardes nomeou oficiais militares para os ministérios da Guerra e da Marinha, abandonando o experimento de seu antecessor em entregar essas pastas a civis. O escolhido para o Ministério da Guerra foi o general Setembrino de Carvalho que havia combatido a revolta de julho de 1922 e era comprometido com a política e sociedade da República Velha. Diferente de seus antecessores, Bernardes não anistiou os revoltosos militares. Esta mudança tinha sentido, pois a impunidade passada subvertia a disciplina, mas a intransigência foi vista como opressiva pelos atingidos e incentivou novas conspirações. O presidente não poupou recursos no combate ao tenentismo. Para desalojar os rebeldes tenentistas da cidade de São Paulo, ele autorizou um bombardeio indiscriminado de artilharia, destruindo áreas repletas de civis. Uma ordem do ministro da Guerra determinou que os revolucionários seriam desligados do Exército "por incapacidade moral" e julgados criminalmente pelas autoridades civis.
O presidente estava ciente das conspirações militares; meses antes da revolta de julho de 1924, informes reservados já chegavam à sua mesa. Oficiais suspeitos eram frequentemente detidos ou transferidos a outros comandos. As transferências foram contraproducentes, pois os transferidos contaminavam suas novas guarnições com o descontentamento. Muitos oficiais federais, inclusive dentro das forças enviadas para combater a Coluna Prestes, eram simpatizantes da causa tenentista ou não tinham ânimo para lutar contra seus companheiros de farda. Como lembrado pelo general Eurico Gaspar Dutra, a atitude da maioria era "deixe que passe". A Coluna Prestes manteve-se em "manifestação de protesto armada" por anos, retirando-se intacta ao exílio, sem derrotar o exército legalista ou tomar o poder no Rio de Janeiro, o que não era seu objetivo. Ela evitou as áreas mais povoadas e só atacou uma cidade maior, Teresina. O governo federal permanecia em controle total.
Um adido militar americano comentou que "o serviço aéreo do Exército permanece paralisado" e "está claro que o sr. Bernardes não tem confiança em um numeroso contingente do Exército e não quer correr o risco de ser bombardeado". Para complementar o Exército federal, o governo recorreu às Forças Públicas estaduais e aos batalhões patrióticos formados por chefes locais. O efetivo do Exército diminuiu e o das forças estaduais aumentou.

## Reflexos na política externa
As políticas autoritárias do governo e a desordem interna repercutiram no exterior, desgastando o esforço brasileiro para conseguir prestígio mediante um assento permanente no Conselho da Liga das Nações. Em 1924 o diplomata Mello Franco comentou a Félix Pacheco: "se, em setembro próximo, não estiver ainda restabelecida a ordem na capital do grande Estado da União, não sei como poderemos pleitear na Assembleia e no Conselho a questão de nossa admissão como membro permanente deste último". O bombardeio a São Paulo em julho de 1924 provocou numerosos protestos de cidadãos estrangeiros aos consulados, muitos dos quais não receberam resposta. O estado de sítio prolongado, somado ao desequilíbrio nas contas públicas, criaram desconfiança com o Brasil no mercado internacional. Conforme os documentos parlamentares, um gerente de banco estrangeiro teria dito: "Querem que o câmbio suba? Suspendam o sítio!"
As vitórias militares legalistas exilaram levas de tenentistas aos países vizinhos. No exílio, eles refizeram seus contatos militares e civis e reorganizaram-se para novas lutas. Em resposta, os consulados brasileiros na Argentina, Uruguai, Paraguai e Bolívia, colaborando com agentes de inteligência das Forças Armadas, pagaram por informações, violaram despachos telegráficos das redes domésticas na Argentina e Uruguai, atuaram junto às alfândegas para coibir o contrabando de armas, munições e víveres e mantiveram o governo brasileiro informado das atividades tenentistas no exterior. O combate ao tenentismo por parte do Ministério das Relações Exteriores começou em 1924 e durou até 1929.

## Prisões
A detenção operada a pretexto do estado de sítio era um mero ato policial. Podia-se prender a exclusivo critério da autoridade mandante, sem necessidade de processo ou ordem judicial. O Chefe de Polícia do Distrito Federal teve poder discricionário para conduzir prisões em massa. As cadeias passaram o período superlotadas, e prisioneiros foram transferidos a locais remotos e isolados. O advogado e tenentista Lourenço Moreira Lima estimou em pelo menos 10 mil o número de presos em São Paulo logo após a saída dos rebeldes da cidade, no final de julho de 1924.
Nenhuma classe social foi imune à repressão política durante o estado de sítio. As prisões receberam militares (de marechais a praças) e civis, apoiadores das revoltas, militantes operários, políticos, jornalistas, advogados, médicos, dentistas, farmacêuticos, estudantes, funcionários públicos, comerciantes e menores de idade. Prisioneiros políticos foram deliberadamente misturados com criminosos comuns. Detenções de filhos, parentes e amigos dos presos e foragidos foram comuns, como Aristides Dias Lopes, filho do líder dos tenentistas desde 1924.
Houve tortura nesses estabelecimentos; conforme Hélio Silva, "o cano de borracha, a água fria, o isolamento, subnutrição e os maus tratos, de toda a hora" foram a "página negra da reação legalista". A responsabilidade pela tortura pode ser traçada na hierarquia até os marechais Carneiro da Fontoura e Setembrino de Carvalho e o general Antenor Santa Cruz Pereira de Abreu, Chefe da Casa Militar da Presidência da República. O caso Conrado Niemeyer, suposto suicídio ocorrido no prédio da Polícia Central, e vários casos de tortura chegaram a ser discutidos na Câmara. A campanha no Congresso em favor dos prisioneiros políticos enfatizava que, conforme a Constituição, eles fossem destinados a locais não usados para os presos comuns. Segundo Everardo Dias, que escreveu extensivamente sobre as más condições das prisões no Rio de Janeiro, o escândalo público amenizou o tratamento depois de julho de 1925, e o governo procurou a aparência de formalidade legal.
Conforme Everardo Dias, qualquer um que desejasse informações sobre um conhecido preso enfrentava assessores, cartas, permissões e sucessivas respostas negativas das autoridades. A insistência nas solicitações por si só já colocava o indivíduo como suspeito; "quando o amigo, que acaba de pedir a liberdade do suspeito, transpõe porta da Central, para ganhar a rua, é detido e vai para o calabouço, entrando aí um amigo por quem intercedera". Quando não havia base legal para a prisão de um indivíduo, a polícia negava que ele estivesse sob sua custódia. Todas as mercadorias eram caras na prisão, e o dinheiro pedido a familiares era tomado pelos guardas e outros prisioneiros, os "piratas".
O habeas corpus era o único instrumento jurídico com o qual os advogados conseguiam ser produtivos. Até a revisão constitucional de 1926, o instituto tinha aplicação ampla, podendo ser usado pelos cidadãos contra qualquer tipo de ação do Poder Público que violasse um direito fundamental. O número de processos desse tipo no STF cresceu nesse quadriênio. Militares presos usavam-no para revisar os processos de deserção, restituir descontos de gratificação ou descontos de pagamentos nas prisões, regularizar vencimentos integrais futuros, cessar a incomunicabilidade, conseguir transferências e outras possibilidades. A reforma procurou reduzir o instituto ao sentido estrito de uma garantia à liberdade de locomoção.

### Prisioneiros militares

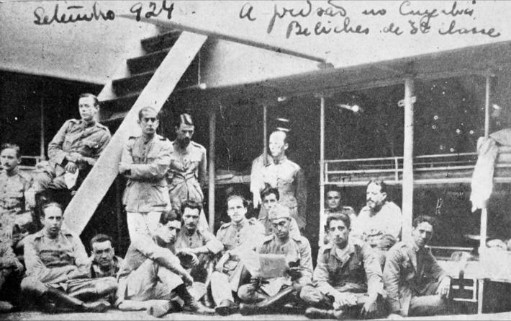
Militares no navio-prisão Cuyabá

Centenas de militares tenentistas foram encarcerados sob a custódia da 4.ª Delegacia Auxiliar e das Forças Armadas. Ao final do mandato de Epitácio Pessoa havia 118 militares presos em decorrência da revolta de 1922. A investigação da revolta de 1924 indiciou 667 pessoas: 193 militares do Exército e 63 da Força Pública de São Paulo, 405 civis e seis não identificados. Clevelândia recebeu contingentes de 250 militares do Rio de Janeiro e São Paulo, 119 do Amazonas e Pará, 23 do Rio de Janeiro e cerca de 400 da batalha de Catanduvas, na campanha do Paraná. A maioria dos tenentistas não abandonou seu projeto político e viveu entre a clandestinidade, a prisão e o exílio. As adversidades enfrentadas coletivamente imprimiram-lhes uma identidade comum e solidificaram um núcleo de revoltosos profissionais. Revoltosos de localidades distantes eram presos juntos e formavam novas alianças.
A prisão de militares em grupo amenizava as agruras do cárcere. Nesse ambiente os revoltosos reviam seus companheiros, recebiam notícias, planejavam novas ações, escreviam a seus advogados e à imprensa e lutavam pela liberdade. Por ser homens letrados numa sociedade analfabeta, os oficiais tinham contatos importantes e conhecimentos jurídicos para organizar sua própria defesa. Até na prisão o status de oficial do Exército era um privilégio, embora esta significasse a "morte social" de um indivíduo que, em liberdade, teria presença significativa na sociedade. Em Clevelândia, os soldados presos eram protegidos por seus tenentes. Parte dos militares jurou lealdade ao governo, abandonando suas convicções, e foi privilegiada pela administração da colônia.

### Prisioneiros civis

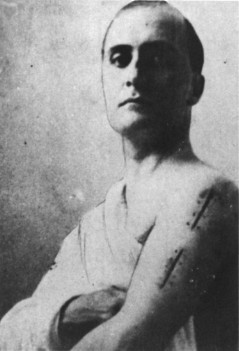
Maurício de Lacerda exibe feridas no braço decorrentes do mau tratamento médico na prisão

A reação à revolta de julho de 1922 prendeu lideranças operárias (anarquistas e comunistas), deputados estaduais fluminenses, um delegado, um escrivão de paz e especialmente jornalistas. A perseguição ocorreria com maior intensidade no governo seguinte: logo após a revolta de 5 de julho de 1924, a polícia do Rio capturou numerosos anarquistas, escritores oposicionistas e jornalistas. Os principais líderes sindicais foram à prisão ou clandestinidade. Estrangeiros envolvidos no movimento foram expulsos. O confinamento dos quadros anarquistas, incluindo figuras de destaque como Everardo Dias e José Oiticica, procurava desarticular e intimidar o movimento no meio operário. Ativistas políticos vigiados desde 1922 foram detidos em suas casas e locais de trabalho. Manifestações públicas de "derrotismo" em bares e botequins foram motivo de prisão, embora menos comum do que a prisão por distribuir folhetos de propaganda revolucionária.
O que superlotava as cadeias não era só os prisioneiros políticos, mas também às "canoas" policiais que prendiam homens que circulavam na cidade após determinadas horas; segundo Everardo Dias, "nos subúrbios ou bairros suspeitos da cidade, são caçados mendigos, vadios, invertidos, desocupados, malandros, pequenos negociantes, caixeiros, etc., seja quem for que tenha a desgraça de passar na hora do cerco; seja velho ou moço, são ou doente, aleijado ou perfeito, limpo ou sujo". Muitos dos presos resultantes não tinham ligação com a dissidência política e tampouco o crime comum. Esta era a prática da "limpeza da cidade", que já havia sido aplicada anteriormente após a Revolta da Vacina de 1904; misturavam-se inocentes e culpados, e dentre estes últimos, de falsificadores de leite e dinheiro a ladrões e assassinos. Para o historiador Carlo Romani, a mistura de presos políticos e comuns era forma de associar a imagem daqueles a estes. Em Clevelândia e no navio-prisão Campos, os criminosos comuns foram usados para disciplinar os outros presos.

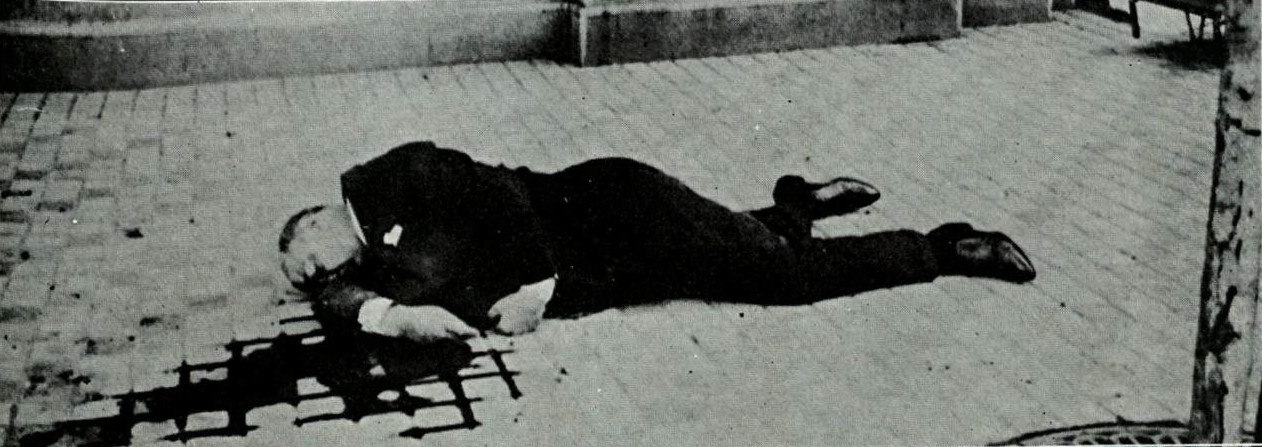
Corpo do comerciante Conrado Niemeyer na calçada do prédio da Polícia Central, abaixo da janela da 4.ª Delegacia

Em São Paulo, os "civis revoltosos" levados às prisões incluíam ferroviários, pedreiros, cocheiros, serventes de pedreiros, tecelões, carroceiros, empregados no comércio e encanadores. Muitos eram imigrantes. A polícia focou em prender os signatários do manifesto anarquista favorável à revolta publicado por A Plebe. No interior, prisioneiros abastados enriqueceram a "advocacia de porta de xadrez". Um ancião alemão de quase oitenta anos foi preso por dar vivas a Isidoro quando os revoltosos estavam de passagem pela sua cidade interiorana. O senador estadual paulista Raul Cardoso foi detido no interior do Paraná quando conduzia para fora do estado um filho que havia assinado um manifesto a favor da revolta. Ele foi posto incomunicável, ameaçado de fuzilamento e conduzido ao Rio de Janeiro, onde foi ouvido pelo procurador da República e liberado.
Um preso particularmente chamativo da alta sociedade foi José Carlos de Macedo Soares, acusado de ter sido um dos líderes da revolução. Conduzido ao Rio de Janeiro, ele ficou três meses preso e conseguiu exílio em Paris. Ele foi um dos representantes da classe alta que haviam de alguma forma negociado com os rebeldes, e portanto, foram escolhidos para servir de exemplo. Outros nomes de setores mais burgueses da sociedade e conhecidos publicamente, como Maurício de Lacerda, Evaristo de Morais e Edmundo Bittencourt, passaram pela Casa de Correção da mesma forma que Macedo Soares.

### Destinos e transferências

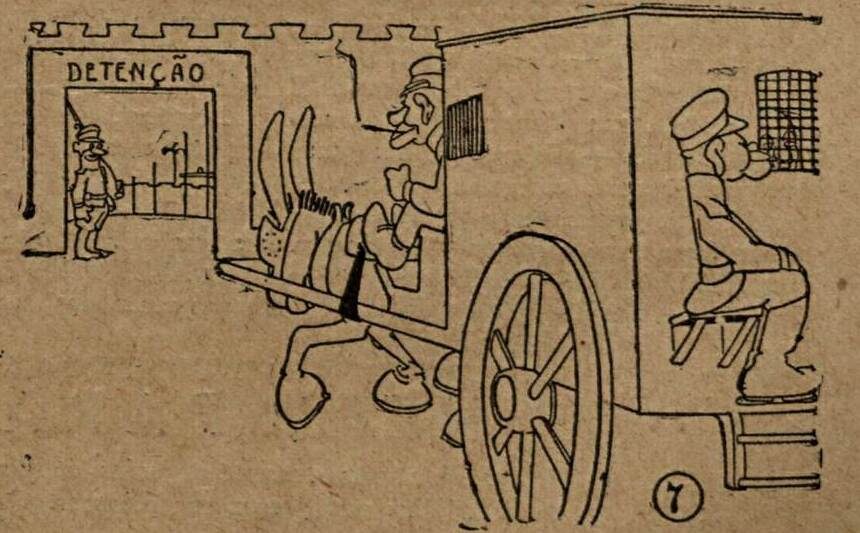
"Verificada a improcedência da denúncia, o general tomava os melhores aposentos do Copacabana Palace e, como uma compensação, exigia que o convidado concordasse em passar lá três, seis, e ás vezes, muitos meses, gozando as delícias desta boa vida"

No Rio de Janeiro, a Casa de Correção, a Casa de Detenção e a Polícia Central serviram de prisões. Os militares ficaram nos quartéis do Corpo de Bombeiros, Escola de Estado Maior, Batalhão Naval, 1.° e 2.° Regimentos de Cavalaria Divisionária, Hospital Central da Marinha, Hospital Central do Exército, Fortaleza de Santa Cruz e Forte da Laje. Nos portos, os prisioneiros foram aos navios Alfenas, Benevente, Belmonte, Cuiabá, Jaceguay, Campos, Jahu, Manaus e Baependi, requisitados pelo Lloyd Brasileiro, e os rebocadores Audaz, Mario Alves, Tonelero, Laurindo Pinta e Tenente Cláudio. Outros detentos foram transportados para a Ilha do Bom Jesus, Ilha das Flores e Ilha Rasa. Em São Paulo, os detentos ficaram na Hospedaria dos Imigrantes, Delegacia de Polícia Política e 4.° Batalhão de Caçadores.
As transferências, motivadas por sumários de culpa, julgamentos, pedidos dos prisioneiros ou isolamento contra novas revoltas, eram tão frequentes que é difícil acompanhar as trajetórias dos militares presos. Os prisioneiros em geral eram sujeitos a transferências na madrugada a destinos não informados. Everardo Dias acreditava que elas fossem deliberadamente organizadas para atormentar os prisioneiros.
O roteiro de um preso no Distrito Federal começava no prédio da Polícia Central para averiguação, que poderia levar meses. Alguns eram soltos e a maioria prosseguia ao complexo das Casas de Correção e Detenção. Os mais pobres, sem repercussão e considerados "irredutíveis" pelo governo, podiam ser transferidos dali para o navio-prisão Campos. Presos de maior repercussão à opinião pública passavam da Casa de Correção para as ilhas da Baía de Guanabara (Ilha Rasa, Ilha das Flores e Ilha de Bom Jesus). Mesmo que próximas à capital, elas expressavam um simbolismo de isolamento desejado pelo governo. A proximidade dos navios-prisão e ilhas mostrou-se excessiva para o governo, pois os presos mantinham contato suficiente para continuar sua defesa legal e procurar o habeas corpus. A solução foi a deportação a lugares ainda mais ermos, como a Ilha Grande, a Ilha da Trindade e o destino mais remoto de todos, a colônia penal de Clevelândia.

#### Polícia Central

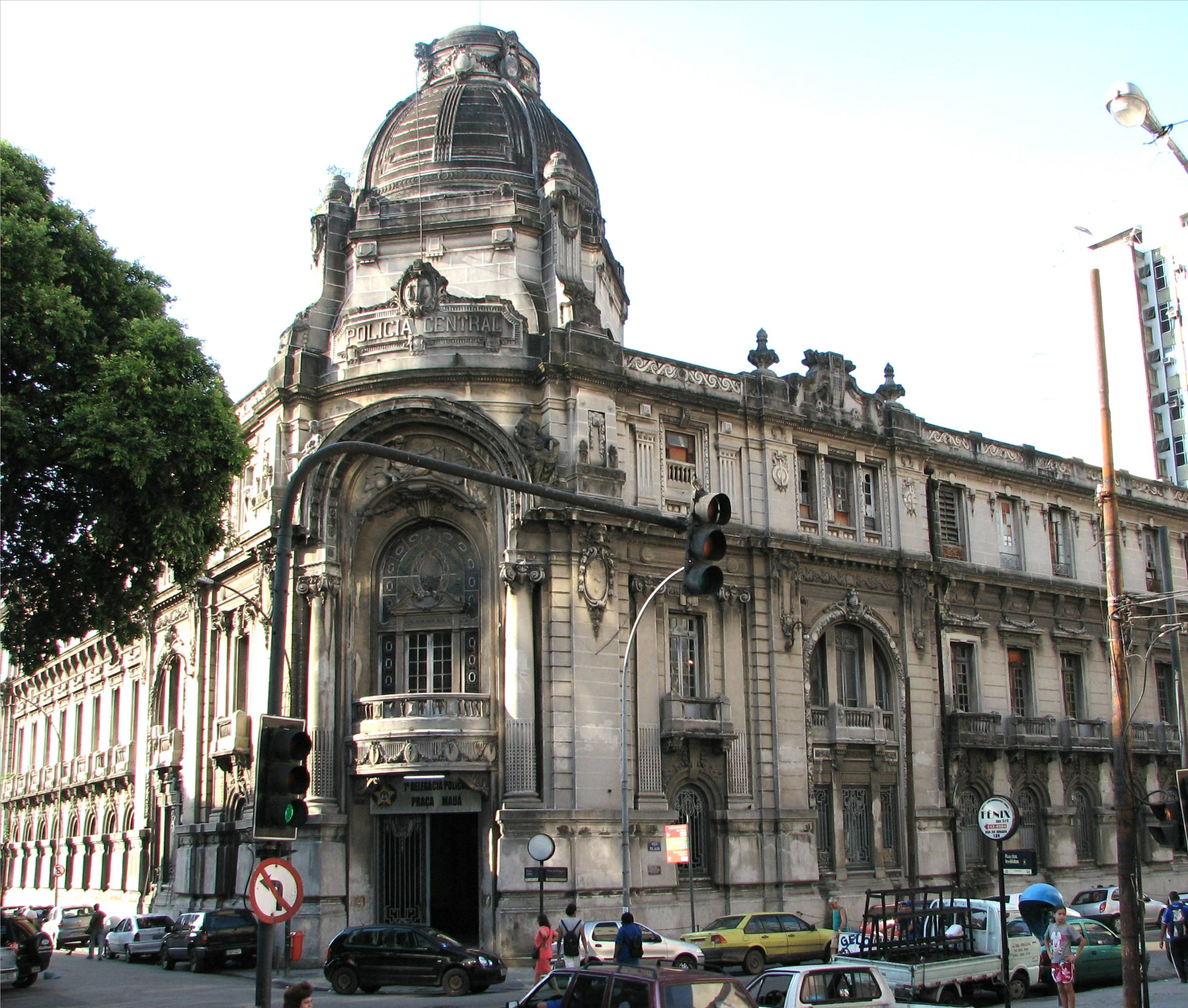
Fachada do prédio da Polícia Central, atual Museu da Polícia Civil do Estado do Rio de Janeiro

Este era o quartel general da polícia do Distrito Federal, onde os presos recém-capturados eram fichados pela 4.ª Delegacia Auxiliar antes da transferência às Casas de Detenção e Correção. Ele tinha suas próprias celas, mas somente os criminosos notórios, e o que já tinham antecedentes, prosseguiam diretamente a elas. Operários, militantes políticos pobres e presos perigosos, mas de destino incerto, passavam um período inicial na "geladeira", a cela mais famosa da Polícia Central. No seu espaço de oito por dez metros ficavam de 40 a 190 pessoas, às vezes por semanas.

#### Casas de Correção e Detenção

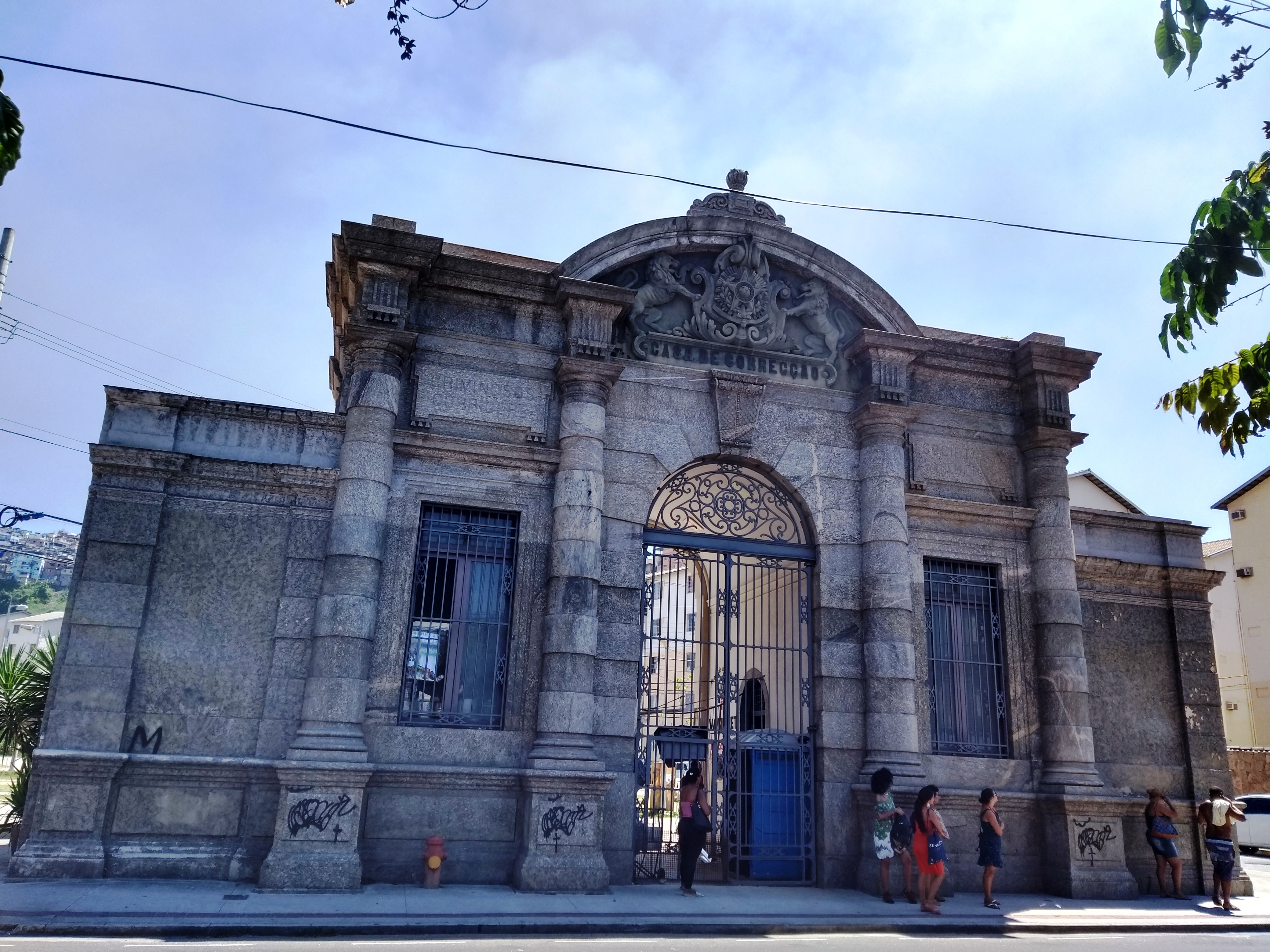
Pórtico da antiga Casa de Correção em 2018, quando o complexo já havia sido demolido

As Casas de Detenção e Correção formavam um complexo penitenciário administrado pelo Ministério da Justiça. Ambas as Casas tinham o mesmo Diretor, que respondia ao Chefe de Polícia. Elas eram destinadas essencialmente a estadias passageiras, como as de presos sem condenação. Nenhum preso deveria ficar mais de oito dias detido sem início no seu processo. Na realidade a prisão ficou superlotada e muitos presos políticos não tiveram andamento no processo. As condições já eram precárias nas décadas anteriores, como atesta o Relatório do Ministro da Justiça e Negócios Interiores de 1910-1911. Um pavilhão especial para os doentes com tuberculose teve que ser criado em 1923. Everardo Dias relata de corpos de doentes ou vítimas de tortura arrastados pelos corredores.
A Constituição de 1891 estabelecia que os prisioneiros políticos seriam mantidos à parte dos comuns. De 5 a 6 de julho de 1924 a Casa de Correção recebeu militares, políticos e jornalistas como Maurício de Lacerda, José Oiticica, Paulo Bittencourt, Evaristo de Moraes, Paulo P. de Lacerda, Raul Paula Lopes, Edmundo Bittencourt, José Macedo Soares, José Joaquim Teixeira, o general Ximeno de Villeroy e Mário Rodrigues. Na sua correspondência ao Supremo Tribunal Militar, o tenente Carlos Chevalier listou os nomes de falsários, ladrões e assassinos, como Rocca, Carlitto, Oldemar Lacerda, Piolho de Cobra, Dente de Burro, Sete Coroas, Meia Noite, Sete Estrelas e 13 da Lapa, misturados aos nomes de generais e coronéis com os quais estavam presos. A situação jurídica foi resolvida por um decreto de 5 de novembro de 1924 que designou a 9.ª e 10.ª galerias "como prisão privativa para detenção por efeito do estado de sítio".
Os prisioneiros políticos tinham o mesmo tratamento dos comuns, exceto na obrigação a trabalhar nas oficinas de dia, da qual os oficiais do Exército conseguiram uma isenção. O trabalho dos prisioneiros foi aproveitado em diversas obras públicas e, segundo o tenente Chevalier, em "presentes para o governo", como um prisioneiro árabe que encadernou a biblioteca particular de Artur Bernardes. O trabalho era remunerado, embora o valor fosse provavelmente irrisório. O artigo 43 do Código Penal de 1890 autorizava a pena de trabalho obrigatório.
O alojamento na Casa de Detenção era separado conforme a origem social dos presos. Uma das extremidades tinha quatro "salões". O primeiro recebia advogados, professores, engenheiros e outros presos mais graduados, que tinham privilégios como banho de sol, alimentação melhor, camas, lavatório, etc. O segundo salão cabia a estudantes, funcionários e outros presos recomendados ao diretor, também com privilégios. O terceiro salão era para presos de bom padrão social, mas sem padrinho ou que se recusavam a pedir favores à direção. O quarto salão era para os "incorrigíveis", operários e ativistas. Presos mais pobres ficavam nos subterrâneos.

#### Navios-prisão

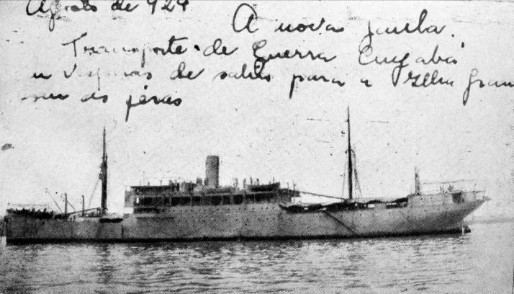
Navio-prisão Cuyabá

Os navios-prisão usados no estado de sítio eram em sua maioria de origem alemã, adquiridos pelo governo brasileiro como indenização de guerra no Tratado de Versalhes. Eles pertenciam ao Lloyd Brasileiro e foram requisitados e incorporados provisoriamente pela Marinha, pois os navios de guerra já não tinham mais espaço para os prisioneiros.
O Alfenas foi comandado por oficiais da Marinha de 10 de julho a 6 de dezembro de 1922, servindo de primeiro navio-prisão aos rebeldes desse ano. O Benevente servia de prisão em abril de 1924, quando os revoltosos embarcados foram transferidos ao Cuyabá, fundeado na Ilha Grande. Militares da Marinha e do Exército, de diversas localidades, passaram por esse navio. O Jaceguay recebeu militares presos em São Paulo.
O Campos tinha a pior reputação. Ele recebeu operários, soldados, marinheiros e sargentos, mas nenhum oficial. Muitos deles já chegavam fisicamente debilitados da 4.ª Delegacia e Casa de Detenção, às vezes retornando à enfermaria desta última. Conforme relatos de prisioneiros, eles eram submetidos a torturas, incluindo chibatadas, desferidas por "notáveis malandros do Rio de Janeiro", nas palavras de Everardo Dias, empregados como supervisores. Os pertences pessoais eram por vezes roubados pelos funcionários. A alimentação consistia num copo de café e pão pela manhã, uma concha de feijão com farinha no almoço e outra no jantar. Os prisioneiros tinham uma jornada de dez horas de trabalho na pintura, batimento de ferrugem, limpeza de convés, máquinas e caldeiras, desfiagem de cordas e faxina, rancho e lavagem de roupas. Dormia-se numa chapa de ferro no porão.

#### Ilhas

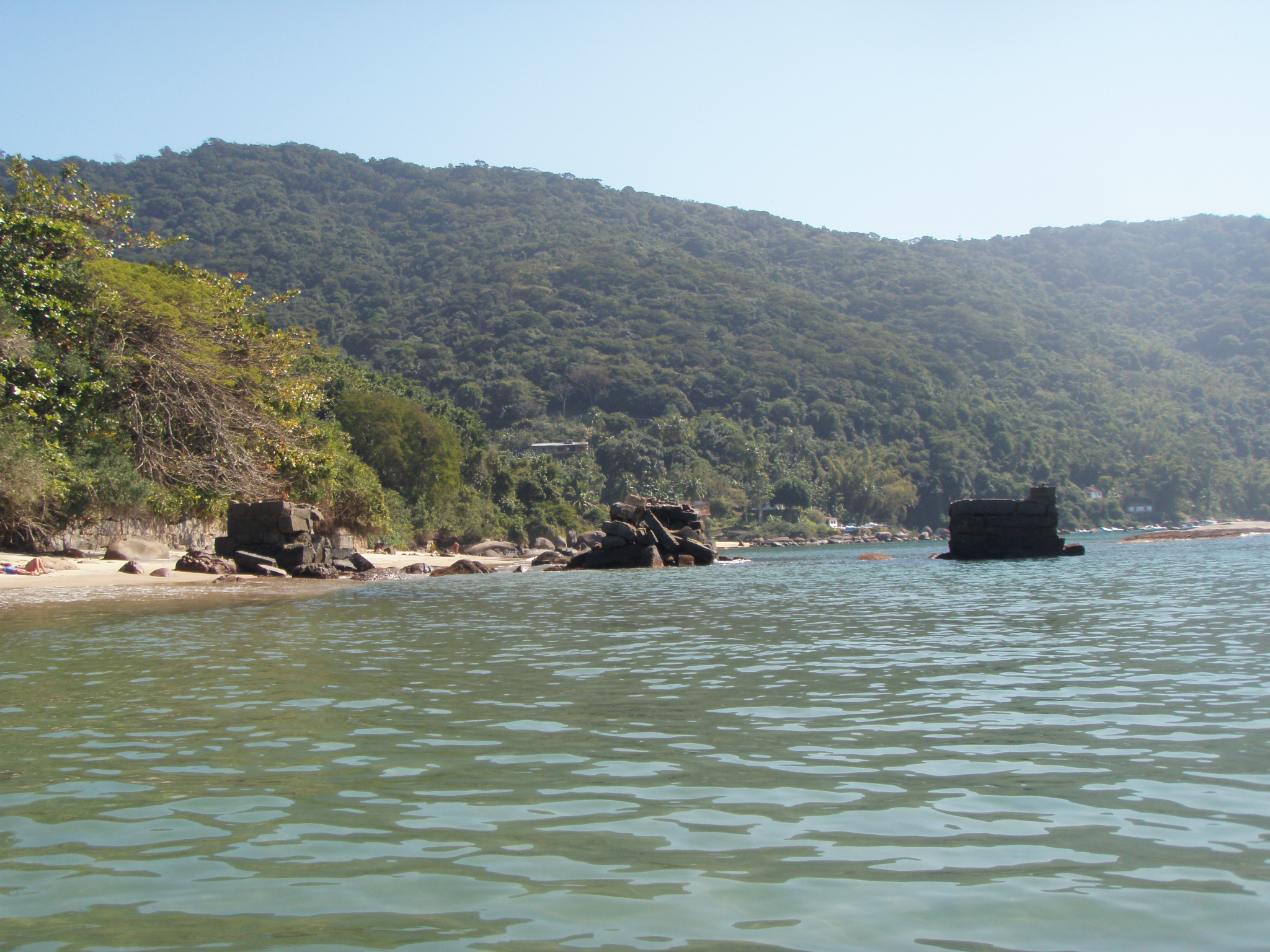
Ruínas do cais do Lazareto da Ilha Grande

As instalações da Marinha na Ilha das Cobras, entre elas o Batalhão Naval e o presídio colonial, receberam dezenas de oficiais do Exército em 1922 e numerosos marinheiros, cabos e suboficiais no final de 1924. A carta de um prisioneiro a Moniz Sodré descreve celas subterrâneas apertadas e pouco iluminadas, onde vários padeceram de doenças de contágio, bronquites e tuberculose.
A Ilha Rasa, a duas horas de viagem do Arsenal de Marinha, recebeu presos do Batalhão Naval, militares da Marinha do aviso hidrográfico Jaceguay e outros civis e militares, como Aristides Dias Lopes, Everardo Dias, José Oiticica, Edmundo Bittencourt, Paulo Bittencourt, general Augusto Ximeno de Villeroy, Maurício de Lacerda e José Eduardo Macedo Soares. A ilha tinha vista para a cidade do Rio de Janeiro, mas era isolada e estéril, com vegetação rala e terreno rochoso. Inexistia atendimento médico, o alojamento consistia em barracões de madeira com teto de zinco e a água para beber era o que se podia recolher dos telhados e poças. A água potável enviada de navio foi descrita por Maurício de Lacerda como um "terrível purgativo", e a comida, como "o pior tipo de carne frita, bacalhau seco medíocre e feijão velho e bichado". O contato com o mundo exterior era exclusivamente por cartas censuradas e artigos entregues três vezes por semana por um rebocador. Macedo Soares foi resgatado por um grupo de pescadores e deixado em Copacabana; pouco depois, pediu asilo na embaixada da Argentina. Para evitar novas fugas, sentinelas ficaram de guarda nos pontos mais altos da ilha e embarcações de pescadores passaram a ser advertidas com tiros quando se aproximavam demais.
A infraestrutura era melhor na Ilha das Flores, onde havia uma Hospedaria de Imigrantes administrada pelo Ministério da Agricultura. Presos militares ficavam num pavilhão com quartos separados, enquanto civis ficavam no porão de bagagens. 60 prisioneiros foram transferidos para a Ilha do Bom Jesus por uma questão de jurisdição: a Ilha das Flores ficava no antigo estado do Rio de Janeiro, enquanto a Ilha do Bom Jesus pertencia ao Distrito Federal, e portanto, não era considerada destino de desterro. As visitas eram mais fáceis e seus horários foram flexibilizados. Entretanto, o local ficava a cem metros da Ilha de Sapucaia, onde havia um depósito de lixo. Um dos prisioneiros foi Maurício de Lacerda, que em carta ao deputado Azevedo Lima, denunciou alojamentos insalubres, má alimentação, ausência de atendimento médico e ameaças de morte.

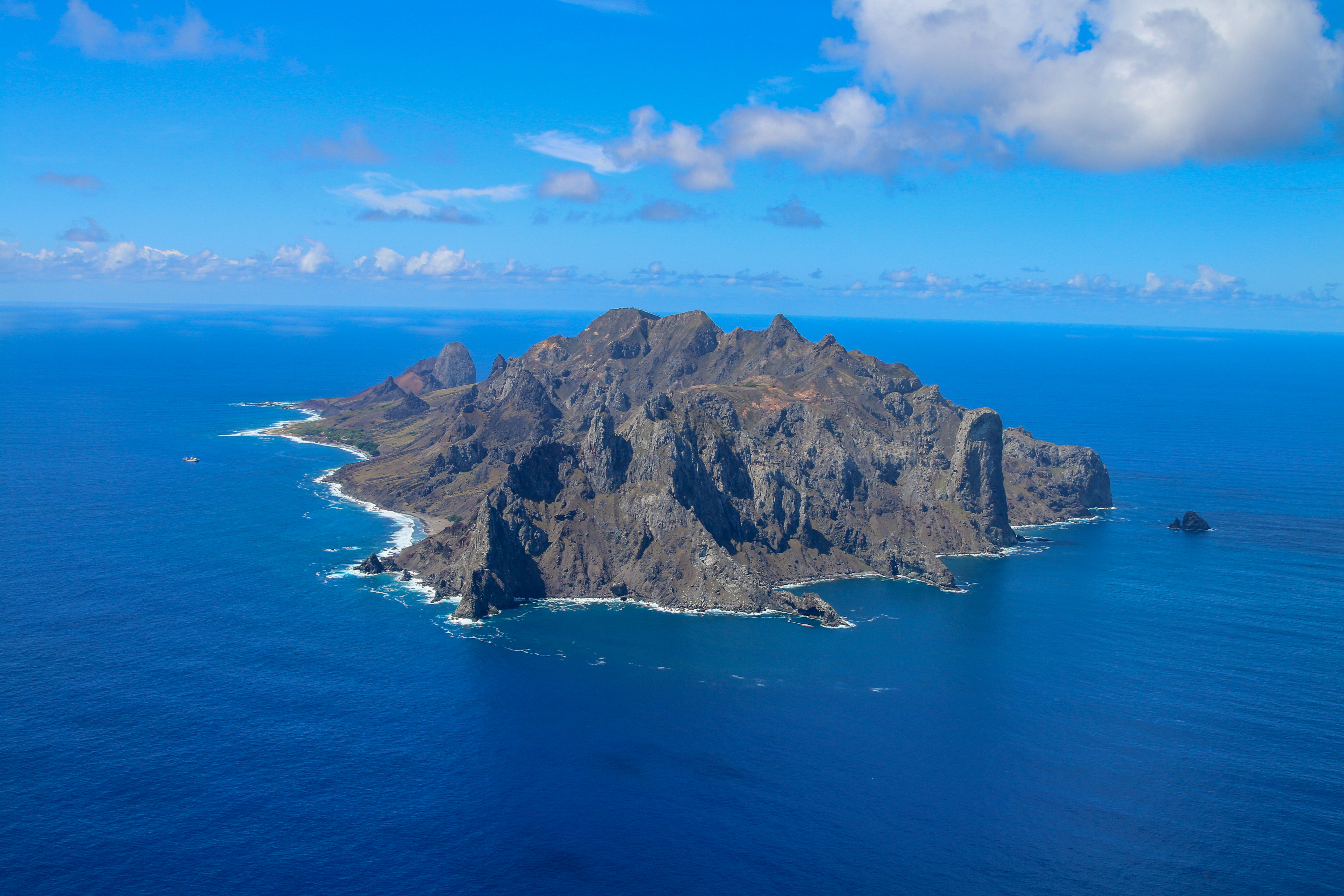
Ilha da Trindade

A Ilha Grande, a 150 quilômetros do Rio de Janeiro e 400 quilômetros de São Paulo, tinha dois estabelecimentos prisionais, o Lazareto, antigo centro de quarentena de imigrantes convertido em prisão política, e a Colônia Correcional de Dois Rios (CCDR), que recebia contraventores. O presídio do Lazareto foi designado como prisão militar privativa em 15 de janeiro de 1925, recebendo então muitos presos militares, enquanto a população carcerária da CCDR estava em declínio.
A Ilha da Trindade, a 1 167 quilômetros do litoral do Espírito Santo e 2 400 quilômetros da África, recebeu sua primeira leva de presos, civis e militares, em dezembro de 1924. Trindade recebeu uma centena de presos militares e tinha trinta praças e alguns oficiais como guardas em junho de 1926. Ela foi escolhida como local de desterro por seu difícil acesso e inexistência de infraestrutura: ela era desabitada e os prisioneiros foram alojados em barracões de lona. Ela tinha apenas uma praia de desembarque seguro, por onde chegava a tropa de revezamento, provisões, médicos e notícias. Estas visitas de navio não traziam carne e os prisioneiros recorreram à caça e a pesca. Quando o penúltimo navio trouxe novilhos vivos, alguns prisioneiros já tinham avitaminose. Outros padeceram de beribéri e polineurite. Esta última teve cinco casos fatais, conforme um telegrama enviado à Ilha das Cobras em 21 de junho de 1926. Apesar das mortes, os prisioneiros tiveram tempo para ler, caminhar e batizar a geografia local com nomes revolucionários.

#### Clevelândia

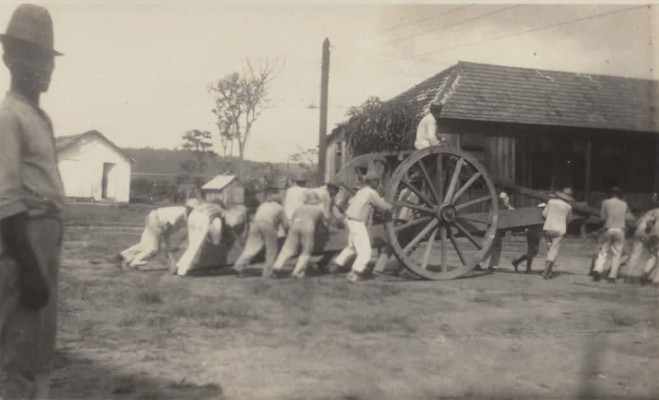
Mão-de-obra penal usada na construção em Clevelândia

Bernardes ganhou de seus detratores o apelido de "Presidente Clevelândia". Até sua morte ele seria associado à colônia penal organizada no atual distrito de Clevelândia do Norte, Amapá, na fronteira com a Guiana Francesa. O "Núcleo Agrícola Cleveland" havia sido inaugurado nas margens do rio Oiapoque em 1922. Sua população inicial de 200 funcionários e comerciantes e colonos, atraídos pela propaganda de uma terra fértil, salubre e civilizada, já estava em declínio em 1924, quando o primeiro paquete de prisioneiros chegou à foz do Oiapoque em 26 de dezembro. As estimativas do número de prisioneiros variam de 946, no relatório oficial, até 1 630. Eles eram tenentistas, sindicalistas, anarquistas, criminosos comuns e indigentes, capturados no Amazonas, Pará, Rio de Janeiro, São Paulo e Paraná. A segurança era responsabilidade do 26.° Batalhão de Caçadores.
Segundo Bernardes, a ideia era do ministro da Agricultura Miguel Calmon ou do engenheiro-chefe Gentil Norberto. A censura escondeu o assunto da imprensa até o final do estado de sítio, após o qual a "verdade sobre Clevelândia" foi grande polêmica. Governistas descreviam o local como uma "comuníssima colônia agrícola" e "pacíficas plantações de mandioca", e oposicionistas, como o "inferno verde", "Sibéria brasileira" e outros apelidos com a conotação de degredo e vazio demográfico.
A bibliografia especializada demonstra uma elevada mortalidade dos prisioneiros. O relatório "Viagem ao Núcleo Colonial Cleveland", apresentado ao Ministério da Agricultura, quantifica 262 evasões e 491 óbitos de um total de 946 presos. O local era quente e úmido e doenças como o impaludismo e as disenterias proliferaram-se sem que houvesse atendimento médico suficiente. O historiador Carlo Romani caracteriza Clevelândia como um campo de concentração e de trabalho forçado. Outro historiador, Paulo Sérgio Pinheiro, também usou o termo, enquanto Alexandre Samis usou apenas "colônia penal".

## Distensão no governo Washington Luís

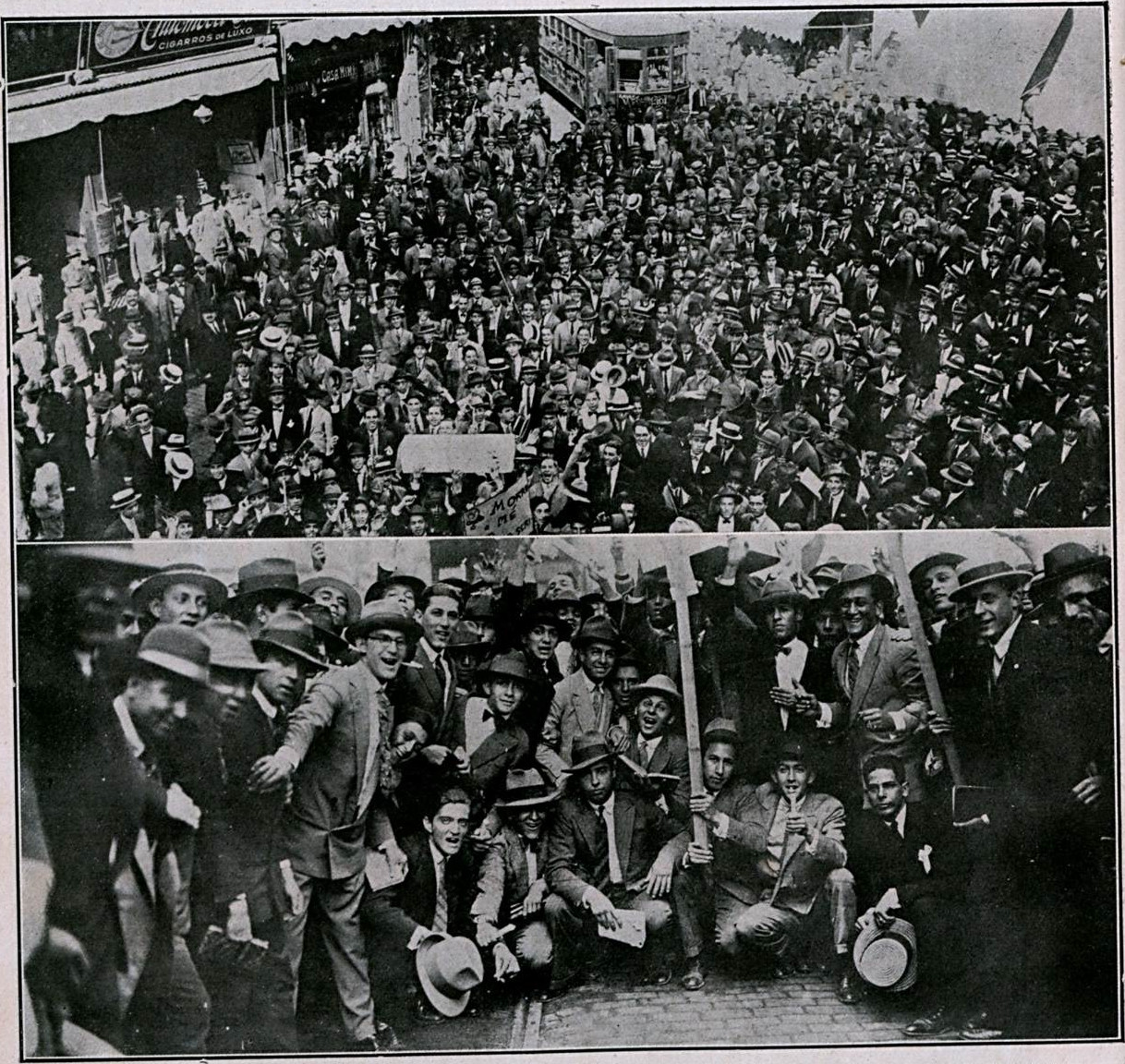
Manifestações contra Artur Bernardes em 1927, após o final do estado de sítio, quando ele foi eleito senador

A eleição presidencial de 1926 procedeu sem grande disputa, confirmando a sucessão ao governador de São Paulo, Washington Luís. Ele assumiu em 15 de novembro de 1926. Seu novo chefe de polícia, Coriolano de Góes, assumiu no final do mês e liberou 356 detidos sem processo na Colônia de Dois Rios e outros 161 da prisão militar da Ilha das Cobras. Havia uma expectativa geral de melhora na atmosfera política carregada. A censura foi suspensa. A imprensa manifestou alguma simpatia a decisões liberais do novo presidente, mas principalmente a ironia e as acusações contra o governo. Os últimos prisioneiros de Clevelândia desembarcaram no Rio de Janeiro em 22 de fevereiro. A verdade sobre o que ocorreu na colônia penal tornou-se um dos principais temas de debate a situação e oposição. Os jornais estampavam enunciados como "os horrores de Clevelândia", "o extermínio de presidiários", "os crimes do governo Bernardes", "o desterro da peste e da morte" e "a hecatombe de Clevelândia". A esgotada Coluna Prestes exilou-se na Bolívia no início de fevereiro.
A organização e atividades operárias e sindicais começaram sua recuperação em 1926 e especialmente em 1927. Os tenentistas encerraram as campanhas militares iniciadas em 1922 tendo construído uma imagem de heroísmo e simpatia na imprensa e políticos descontentes, o que eles aproveitariam para uma nova campanha. O clima no mandato de Washington Luís foi relativamente pacífico, e em 1928 ele anunciou que "não há, não pode haver revoluções ou revoltas no país. Não existem para isso nem ambiente nem elementos, todos estão dentro de seus deveres. Podemos considerar encerrado o período de motins e rebeldias". Entretanto, ao final do mandato a economia foi batida pela Crise de 1929, as oligarquias não chegaram a um consenso na sucessão e os dissidentes na elite política associaram-se aos tenentistas para executar a Revolução de 1930, destituindo Washington Luís e encerrando a Primeira República.

## Legado
Em retrospecto, Pandiá Calógeras, ministro de Epitácio Pessoa, avaliou que Artur Bernardes queria ser visto como um guardião da autoridade, mas deixou a impressão de "uma sorte de baixa ditadura policial". A historiadora Isabel Aragão define o sistema desse período como uma "ditadura civil, amparada legalmente por um estado de sítio". Hélio Silva, mais positivo a Bernardes, asseverou que ele "não foi um ditador, mas um presidente autoritário, em uma conjuntura em que ele e os políticos de sua formação punham a ordem acima de tudo". Paulo Medina, outro autor menos negativo, reconhece que foi "um governo autoritário, como as circunstâncias, de início, pareciam justificar".
Afonso Arinos de Melo Franco argumentou que o período do estado de sítio deslegitimou o regime, contribuindo à sua queda posterior na revolução: "podemos dizer com essa obsessão da ordem, que Bernardes liquidou, ou paralisou, um a um, os seus adversários, e pôde entregar ao seu sucessor não um regime pacificado, como desejava, mas um regime semimorto, esvaziado de todo conteúdo vivo, atrofiado nos elementos mais nobres, falsificado, artificial, sufocado, e, portanto, apto a ser destruído, como o foi, em 1930".
Em 1943 Bernardes assinou o Manifesto dos Mineiros, uma declaração de opositores da ditadura do Estado Novo. Ao tomar conhecimento que a versão divulgada aludia à "opressão de estados de sítio de duvidosa legitimidade e extensa duração", tentou retirar sua assinatura. Mais tarde na sua carreira, quando foi deputado federal, teria feito uma autocrítica sobre esse período: "como presidente da República, eu fui apenas um chefe de polícia. E chefe de polícia ante as pressões revolucionárias, só sabia fazer uma coisa: prender, perseguir, conter pelo terror". A citação foi publicada no jornal Ultima Hora em 17 de novembro de 1967.

### Citações
1. 1 2  Romani 2011b, p. 171, 175.
2. ↑  Meirelles 2002, p. 103, 438, Romani 2011b, p. 172, Cascardo 2005, p. 244-245, 398-399.
3. ↑  Gasparetto 2018, p. 83-85.
4. ↑  Pivatto 2006, p. 166.
5. ↑  Lynch & Souza 2012, p. 117.
6. ↑  Artigo 80.
7. ↑  Lynch & Souza 2012, p. 119.
8. ↑  Pivatto 2006, p. 166-167.
9. ↑  Lynch & Souza 2012, p. 124-127.
10. ↑  Gasparetto 2018, p. 290.
11. 1 2  Mourelle, Thiago (27 de julho de 2023). «O Estado de Sítio e seu uso na Primeira República». Arquivo Nacional. Arquivado do original em 25 de novembro de 2023
12. ↑  Vieira 2011, p. 341.
13. ↑  Lynch & Souza 2012, p. 121.
14. ↑  Vieira 2011, p. 343.
15. ↑  Lynch & Souza 2012, p. 120.
16. ↑  Aragão 2011, p. 118-119.
17. 1 2  Brito 2008, p. 35.
18. 1 2  Assunção 2014, p. 54.
19. ↑  Cunha 2011, p. 113.
20. 1 2  Castro & Santos 2021, p. 137-138.
21. ↑  Malin 2015, p. 20.
22. ↑  Lima 2017, p. 47-49.
23. ↑  Silva 2004, p. 29-30.
24. ↑  Malin 2015, p. 11.
25. ↑  Monteiro 1997, p. 66.
26. ↑  Meirelles 2002, p. 680.
27. ↑  Viscardi 2019, p. 287, 296.
28. ↑  Gasparetto 2018, p. 257.
29. 1 2  Assunção 2014, p. 53-54.
30. 1 2 3  Ferreira & Delgado 2018, cap. 11.
31. ↑  Galvão 2013, p. 35, 41, 43.
32. ↑  Cunha 2011, p. 124-125.
33. 1 2  Cunha 2011, p. 117.
34. ↑  Cunha 2011, p. 121-124.
35. ↑  Gasparetto 2018, p. 256-257.
36. 1 2  Cunha 2011, p. 117-118.
37. 1 2  Bretas 1997, p. 30.
38. ↑  Ferreira & Delgado 2018, cap. 9.
39. ↑  Aragão 2011, p. 120.
40. ↑  Castro 2022, p. 5.
41. ↑  Meirelles 2002, p. 209.
42. ↑  Blanc 2024, p. 55-56.
43. ↑  Macaulay 1977, p. 24.
44. ↑  Meirelles 2002, p. 107, 422.
45. ↑  Batalha 2000, p. 55-58.
46. 1 2  Bretas 1997, p. 27.
47. 1 2  Ferreira & Delgado 2018, cap. 5.
48. ↑  Bretas 1997, p. 29.
49. ↑  Cunha 2011, p. 102.
50. ↑  Batalha 2000, p. 59-60.
51. ↑  Cunha 2011, p. 104.
52. ↑  Aragão 2011, p. 204.
53. ↑  Romani 2003, p. 113.
54. ↑  Brito 2008, p. 44.
55. ↑  Romani 2011a, p. 523.
56. ↑  Batalha 2000, p. 53.
57. ↑  Cunha 2011, p. 101.
58. ↑  Cunha 2011, p. 103.
59. ↑  Meirelles 2002, p. 73, 357-358.
60. ↑  Corrêa 1976, p. 137-138, 148-150, 161.
61. ↑  Dulles 1973, p. 235-236, 244-245.
62. ↑  Romani 2003, p. 113-114.
63. ↑  Meirelles 2002, p. 358.
64. ↑  Assunção 2014, p. 78.
65. ↑  Antosz 2000, p. 89-90.
66. ↑  Castro 2022, p. 222.
67. ↑  Brito 2008, p. 50-51, 61.
68. ↑  Brito 2008, p. 62.
69. ↑  Dulles 1973, p. 259.
70. ↑  Dulles 1973, p. 13, Prefácio.
71. ↑  Brito 2008, p. 36.
72. ↑  Lynch 2014, p. 158-159.
73. ↑  Aragão 2011, p. 125-126.
74. ↑  Carone 1983, p. 373.
75. ↑  Gasparetto 2018, p. 257-258.
76. ↑  Lynch 2014, p. 159.
77. ↑  Castro 2022, p. 92-94.
78. ↑  Cunha 2011, p. 119-120.
79. ↑  Gasparetto 2018, p. 129.
80. ↑  Castro & Santos 2021, p. 122.
81. ↑  Gasparetto 2018, p. 129-131.
82. ↑  Silva 2004, p. 146-148.
83. 1 2 3 4 5 6  Gasparetto 2018, p. 265.
84. 1 2 3 4  Pivatto 2006, p. 116.
85. ↑  Cunha 2011, p. 118.
86. 1 2 3  Gasparetto 2018, p. 259.
87. 1 2  Gasparetto 2018, p. 264.
88. 1 2  Gasparetto 2018, p. 266.
89. 1 2 3  Peixoto 2017, p. 1118.
90. ↑  Aragão 2021, p. 250.
91. ↑  Gasparetto 2018, p. 266, 307-308.
92. ↑  Gasparetto 2018, p. 258, 265.
93. 1 2  Gasparetto 2018, p. 258.
94. ↑  Gasparetto 2018, p. 275-278.
95. ↑  Carone 1983, p. 392-393.
96. 1 2  Doria 2016, cap. 13.
97. ↑  Brasil, Decreto nº 4.549, de 5 de julho de 1922. Declara, pelo prazo de trinta dias, no Districto Federal e no Estado do Rio de Janeiro, o estado de sitio, e dá outras providencias.
98. ↑  Vieira 2011, p. 345.
99. ↑  Brasil, Decreto nº 4.553, de 29 de julho de 1922. Proroga até 31 de dezembro do corrente anno o estado de sitio de que trata o decreto legislativo n. 4.549, de 5 de julho de 1922, e dá outras providencias.
100. ↑  Brasil, Decreto nº 15.913, de 1 de janeiro de 1923. Declara em estado de sitio, até 30 de abril deste anno, o territorio do Districto Federal e o do Estado do Rio de Janeiro.
101. ↑  Brasil, Decreto nº 16.015, de 23 de abril de 1923. Prorroga o estado de sitio até 31 de dezembro do corrente anno.
102. 1 2  Aragão 2011, p. 132, 343.
103. ↑  Galvão 2013, p. 58.
104. ↑  Brasil, Decreto nº 16.276, de 23 de dezembro de 1923. Suspende o estado de sitio.
105. 1 2  Carone 1983, p. 380.
106. ↑  Gasparetto 2018, p. 260.
107. ↑  Brasil, Decreto nº 16.422, de 19 de março de 1924. Declara o estado de sitio por trinta dias, no Estado da Bahia, e dá outras providencias.
108. ↑  Brasil, Decreto nº 16.446, de 5 de abril de 1924. Suspende o estado de sitio, decretado para o Estado da Bahia.
109. ↑  Cunha 2011, p. 124.
110. 1 2  Gasparetto 2018, p. 263.
111. ↑  Brasil, Decreto nº 4.836, de 5 de julho de 1924. Declara o estado de sitio por 60 dias, na Capital Federal e nos Estados do Rio de Janeiro e de S. Paulo.
112. ↑  Brasil, Decreto nº 16.526-A, de 14 de julho de 1924. Estende aos Estados de Sergipe e Bahia o estado de sitio decretado por sessenta dias pelo Congresso Nacional para a Capital Federal e para os Estados do Rio de Janeiro e de S. Paulo.
113. ↑  Brasil, Decreto nº 16.535, de 27 de julho de 1924. Estende aos Estados do Amazonas e Pará o estado de sitio por sessenta dias.
114. ↑  Brasil, Decreto nº 16.563, de 26 de agosto de 1924. Estende ao Estado de Matto Grosso o estado de sitio por 90 dias.
115. ↑  Brasil, Decreto nº 16.579, de 3 de setembro de 1924. Proroga, até 31 de dezembro de 1924, o estado de sítio decretado para os territorios do Districto Federal e dos Estados do Rio de Janeiro, São Paulo, Matto Grosso , Sergipe, Pará, Amazonas e Bahia.
116. ↑  Brasil, Decreto nº 16.602, de 17 de setembro de 1924. Extende ao Estado do Paraná o estado de sitio decretado até 31 de dezembro do corrente anno par aos Estados do Rio de Janeiro, São Paulo, Matto Grosso, Sergipe, Pará , Amazonas e Bahia.
117. ↑  Brasil, Decreto nº 16.671, de 17 de novembro de 1924. Estende ao estado do Rio Grande do Sul o estado de sitio até 31 de dezembro do corrente anno.
118. ↑  Brasil, Decreto nº 16.765, de 1 de janeiro de 1925. Declara em estado de sitio o Districto Federal e os Estados de S. Paulo, Mato Grosso, Rio de Janeiro, Paraná, Santa Catharina e Rio Grande do Sul.
119. ↑  Brasil, Decreto nº 16.767, de 2 de janeiro de 1925. Estende aos Estados de Sergipe, Pará e Amazonas o estado sitio, decretado pelo decreto n. 16.765, de 1 de janeiro de 1925.
120. ↑  Brasil, Decreto nº 16.816, de 21 de fevereiro de 1925. Estende ao Estado da Bahia o estado de sitio decretado pelo decreto n. 16.765, de 1 de janeiro do corrente anno.
121. ↑  Brasil, Decreto nº 16.890, de 22 de abril de 1925. Proroga o estado de sitio no Districto Federal e nos Estados do Amazonas, Pará, Sergipe, Bahia, Rio de Janeiro, São Paulo, Matto Grosso, Paraná, Santa Catharina e Rio Grande do Sul.
122. ↑  Brasil, Decreto nº 17.061, de 14 de outubro de 1925. Suspende o estado de sitio no territorio dos Estados do Paraná e Santa Catharina.
123. ↑  Brasil, Decreto nº 17.103, de 3 de novembro de 1925. Suspende o estado de sitio no territorio do Estado da Bahia.
124. ↑  Brasil, Decreto nº 17.174, de 31 de dezembro de 1925. Proroga o estado de sitio no Districto Federal e nos Estados do Amazonas, Pará, Sergipe, Rio de Janeiro, São Paulo, Rio Grande do Sul, Goyaz e Matto Grosso.
125. ↑  Brasil, Decreto nº 17.291, de 23 de abril de 1926. Proroga o estado de sitio até o dia 31 de dezembro do corrente anno, no Districto Federal e nos Estados do Amazonas, Pará, Sergipe, Rio de Janeiro, São Paulo, Rio Grande do Sul e Ceará.
126. ↑  Brasil, Decreto nº 17.498, de 30 de outubro de 1926. Torna extensivo ao Estado de Matto Grosso o estado de sitio, de que trata o decreto n. 17.174, de 31 de dezembro de 1925, e suspende o que vigora no Estado do Ceará.
127. 1 2  Gasparetto 2018, p. 279-280.
128. ↑  Brasil, Decreto nº 17.656, de 26 de janeiro de 1927. Suspende o estado de sitio no Estado de Santa Catharina.
129. ↑  Brasil, Decreto nº 17.672, de 7 de fevereiro de 1927. Suspende o estado de sitio no territorio do Estado do Rio Grande do Sul.
130. ↑  Brasil, Decreto nº 17.683, de 10 de fevereiro de 1927. Suspende o estado de sitio nos territorios dos Estados de Matto Grosso e Goyaz, por estar extincta a revolta a mão armada que desde 1922 conflagrou o Brasil.
131. 1 2  Bretas 1997, p. 28.
132. ↑  Motta 2006, p. 56.
133. 1 2 3 4 5  Romani 2011b, p. 172.
134. ↑  Meirelles 2002, p. 72.
135. ↑  Aragão 2011, p. 139.
136. ↑  Meirelles 2002, p. 101.
137. ↑  Santos 2006, p. 464.
138. ↑  Carone 1974, p. 195.
139. ↑  Meirelles 2002, p. 451.
140. ↑  Assunção 2014, p. 115.
141. ↑  Aragão 2011, p. 134.
142. ↑  Aragão 2011, p. 137.
143. ↑  Cunha 2011, p. 57, 77.
144. ↑  Cunha 2011, p. 159-161.
145. ↑  Aragão 2021, p. 87.
146. ↑  Cunha 2011, p. 154.
147. ↑  Romani & 2011b 171.
148. ↑  Cunha 2011, p. 161-162.
149. ↑  Cunha 2011, p. 91-93.
150. ↑  Cunha 2011, p. 161.
151. ↑  Batalha 2000, p. 59.
152. ↑  Romani 2011b, p. 170.
153. ↑  Cunha 2011, p. 105-106.
154. ↑  Aragão 2011, p. 174, 263.
155. ↑  Meirelles 2002, p. 286.
156. ↑  Meirelles 2002, p. 292-293.
157. ↑  Meirelles 2002, p. 320-322.
158. ↑  Cunha 2011, p. 148-149.
159. ↑  Cunha 2011, p. 149-150.
160. ↑  Silva 1971, p. 415-417.
161. ↑  Meirelles 2002, p. 376.
162. ↑  Meirelles 2002, p. 292-293, 320-322.
163. ↑  Cunha 2011, p. 153.
164. ↑  Meirelles 2002, p. 610.
165. ↑  Meirelles 2002, p. 238.
166. ↑  Aragão 2011, p. 175, Nota 510.
167. ↑  Antosz 2000, p. 52.
168. ↑  Aragão 2021, p. 160-161.
169. 1 2  Gasparetto 2018, p. 269.
170. ↑  Cunha 2011, p. 151-152.
171. ↑  Bretas 1997, p. 33.
172. ↑  Lima 2017, p. 53-54.
173. 1 2  Viscardi 2019, p. 287-288.
174. 1 2  Galvão 2013, p. 150.
175. ↑  Galvão 2013, p. 181-182.
176. ↑  Pang 1979, p. 166-167.
177. ↑  Forjaz 1977, p. 56.
178. ↑  Galvão 2013, p. 122.
179. 1 2  Galvão 2013, p. 126.
180. ↑  Galvão 2013, p. 124.
181. ↑  Galvão 2013, p. 171.
182. ↑  Ferreira 1989, p. 275-276.
183. ↑  Galvão 2013, p. 73.
184. ↑  Galvão 2013, p. 7.
185. 1 2  Forno 2017, p. 162.
186. ↑  Lima 2017, p. 54-55.
187. ↑  Forno 2017, p. 164.
188. ↑  Bernardes 2010, p. 38.
189. ↑  Maciel 2021, p. 395.
190. ↑  Xavier 2016, p. 194.
191. ↑  Meirelles 2002, p. 359-360.
192. ↑  Gasparetto 2018, p. 267.
193. ↑  Oliveira 2021, p. 257.
194. ↑  Maciel 2021, p. 390, 396.
195. ↑  Assunção 2014, p. 159.
196. ↑  Maciel 2021, p. 390.
197. ↑  Oliveira 2021, p. 255.
198. ↑  Maciel 2021, p. 398.
199. ↑  Maciel 2021, p. 401.
200. ↑  Malin 2015, p. 10-11.
201. 1 2  Maciel 2021, p. 392-393.
202. ↑  Maciel 2021, p. 397-398, 404.
203. ↑  Maciel 2021, p. 407.
204. ↑  Aragão 2011, p. 281.
205. ↑  Aragão 2011, p. 283.
206. ↑  Aragão 2011, p. 280.
207. ↑  Meirelles 2002, p. 558.
208. ↑  Aragão 2021, p. 162.
209. ↑  Macaulay 1977, p. 156-157.
210. ↑  Macaulay 1977, p. 49.
211. ↑  Gasparetto 2018, p. 250-251.
212. 1 2  Gasparetto 2018, p. 256.
213. ↑  Gasparetto 2018, p. 266-267.
214. ↑  Assunção 2014, p. 114.
215. ↑  Aragão 2011, p. 228-229.
216. ↑  Brito 2008, p. 60.
217. ↑  Assunção 2014, p. 97.
218. ↑  Blanc 2024, p. 80.
219. ↑  Souza 2018, p. 317-319.
220. ↑  Cabeda 1992, p. 89.
221. ↑  Vitor 2021, p. 118-120.
222. ↑  Blanc 2024, p. 46.
223. ↑  Batalha 2000, p. 64.
224. ↑  Maciel 2021, p. 392.
225. 1 2  Dulles 1973, p. 242.
226. ↑  Dulles 1973, p. 275-276.
227. ↑  Forjaz 1977, p. 35.
228. ↑  McCann 2009, p. 300-301.
229. ↑  McCann 2009, p. 342-343.
230. ↑  Malin 2015, p. 18.
231. ↑  Assunção 2014, p. 51-52.
232. ↑  Macaulay 1977, p. 77.
233. ↑  Meirelles 2002, p. 48.
234. ↑  McCann 2009, p. 352.
235. ↑  Meirelles 2002, p. 604.
236. ↑  Aragão 2011, p. 112.
237. ↑  McCann 2009, p. 353.
238. ↑  Carone 1983, p. 398, 400.
239. ↑  McCann 2009, p. 319.
240. ↑  Macaulay 1977, p. 93-94.
241. ↑  Campos 2019, p. 39-40.
242. ↑  Aragão 2011, p. 261.
243. ↑  Xavier 2016, p. 189-190, 200, 203, 207.
244. ↑  Cascardo 2005, p. 244-245, 398.
245. ↑  Meirelles 2002, p. 77.
246. ↑  Meirelles 2002, p. 103, 438.
247. 1 2  Santos 2006, p. 466.
248. ↑  Assunção 2014, p. 89.
249. ↑  Aragão 2011, p. 186, 343.
250. ↑  Aragão 2021, p. 107-108.
251. 1 2  Romani 2011b, p. 171-172.
252. ↑  Aragão 2011, p. 201.
253. ↑  Silva 1971, p. 387.
254. ↑  Gasparetto 2018, p. 268-269.
255. ↑  Dulles 1973, p. 247, 257.
256. ↑  Aragão 2021, p. 84-86.
257. ↑  Aragão 2021, p. 86-87.
258. 1 2 3  Dulles 1973, p. 251.
259. 1 2  Aragão 2011, p. 268.
260. ↑  Castro & Santos 2021, p. 122-123.
261. ↑  Castro & Santos 2021, p. 137.
262. 1 2  Aragão 2021, p. 14.
263. ↑  Aragão 2011, p. 118, 261.
264. ↑  Castro 2022, p. 36, 38.
265. 1 2 3  Romani 2011a, p. 514.
266. ↑  Aragão 2011, p. 131, 261, 343.
267. ↑  Aragão 2021, p. 136.
268. ↑  Aragão 2011, p. 212.
269. ↑  Aragão 2021, p. 140-141.
270. ↑  Aragão 2011, p. 267-268.
271. ↑  Aragão 2011, p. 275-276, 322.
272. ↑  Aragão 2021, p. 140.
273. ↑  Aragão 2021, p. 276.
274. 1 2  Romani 2011a, p. 516.
275. ↑  Gasparetto 2018, p. 249-252.
276. ↑  Romani 2003, p. 115.
277. ↑  Romani 2003, p. 115, 119.
278. ↑  Meirelles 2002, p. 295.
279. ↑  Aragão 2021, p. 92.
280. ↑  Cunha 2011, p. 99-100.
281. ↑  Aragão 2021, p. 93.
282. ↑  Aragão 2011, p. 219.
283. ↑  Assunção 2014, p. 90.
284. ↑  Meirelles 2002, p. 226.
285. ↑  Assunção 2014, p. 90-92.
286. ↑  Meirelles 2002, p. 226-227.
287. ↑  McCann 2009, p. 353-354.
288. ↑  Meirelles 2002, p. 207.
289. ↑  Meirelles 2002, p. 207-208.
290. ↑  Assunção 2014, p. 94.
291. 1 2  Romani 2011b, p. 174.
292. ↑  Gasparetto 2018, p. 269-270.
293. ↑  Aragão 2011, p. 126-127.
294. ↑  Aragão 2011, p. 223-224.
295. ↑  Romani 2011b, p. 172-173.
296. ↑  Gasparetto 2018, p. 270-271.
297. ↑  Aragão 2011, p. 238.
298. 1 2  Romani 2011a, p. 511.
299. ↑  Aragão 2011, p. 182-185.
300. ↑  Aragão 2011, p. 191.
301. ↑  Aragão 2011, p. 192-195.
302. ↑  Aragão 2011, p. 196-198.
303. ↑  Romani 2011b, p. 173-174.
304. ↑  Aragão 2011, p. 210.
305. ↑  Aragão 2011.
306. ↑  Aragão 2011, p. 212-214.
307. ↑  Aragão 2011, p. 214.
308. ↑  Aragão 2011, p. 216-220.
309. ↑  Aragão 2011, p. 221-223.
310. ↑  Aragão 2011, p. 225-229.
311. 1 2  Meirelles 2002, p. 438-439.
312. ↑  Dulles 1973, p. 265.
313. ↑  Aragão 2021, p. 229-230.
314. ↑  Dulles 1973, p. 257.
315. ↑  Aragão 2021, p. 231-235.
316. ↑  Aragão 2011, p. 243-244.
317. ↑  Santos 2006, p. 463-467.
318. ↑  Aragão 2011, p. 236-242.
319. ↑  Stringuetti 2023, p. 136-141.
320. ↑  Soares, Herbert (5 de novembro de 2019). «Ilha da Trindade: isolado território do ES já foi uma prisão federal». A Gazeta. Arquivado do original em 3 de agosto de 2021
321. ↑  Samis 2013.
322. ↑  Romani 2011a, p. 504-510.
323. ↑  Brito 2008, p. 34, 56.
324. ↑  Aragão 2011, p. 208.
325. ↑  Romani 2011a, p. 512.
326. ↑  Brito 2008, p. 63.
327. ↑  Brito 2008, p. 14-15.
328. ↑  Brito 2008, p. 42.
329. ↑  Brito 2008, p. 48.
330. ↑  Brito 2008, p. 65-66.
331. ↑  Assunção 2014, p. 85.
332. ↑  Brito 2008, p. 31, 34, 38.
333. ↑  Romani 2011a, p. 514-515.
334. ↑  Romani 2003, p. 124-125.
335. ↑  Romani 2003, p. 116, 126.
336. ↑  Meirelles 2002, p. 606.
337. ↑  Gasparetto 2018, p. 279.
338. ↑  Aragão 2011, p. 282.
339. ↑  Brito 2008, p. 77.
340. ↑  Brito 2008, p. 52.
341. ↑  Brito 2008, p. 45.
342. ↑  Meirelles 2002, p. 642-643.
343. ↑  Batalha 2000, p. 61.
344. ↑  Aragão 2021, p. 258.
345. ↑  Gasparetto 2018, p. 281.
346. ↑  Cascardo 2005, p. 248.
347. ↑  Aragão 2011, p. 309.
348. ↑  Silva 2004, p. 152.
349. ↑  Medina 2018, p. 142.
350. ↑  Medina 2018, p. 220.